# 5. Februar
Der 5. Februar ist der 36. Tag des gregorianischen Kalenders, somit bleiben 329 Tage (in Schaltjahren 330 Tage) bis zum Jahresende.

## Ereignisse

### Politik und Weltgeschehen
- 146 v. Chr.: Der Dritte Punische Krieg endet mit der Eroberung von Karthago durch die römischen Truppen.
- 2 v. Chr.: Der römische Senat ehrt Kaiser Augustus mit dem Titel pater patriae („Vater des Vaterlandes“).
- 1204: Während der Belagerung Konstantinopels im Vierten Kreuzzug wird Alexios V. zum byzantinischen Kaiser bestimmt.

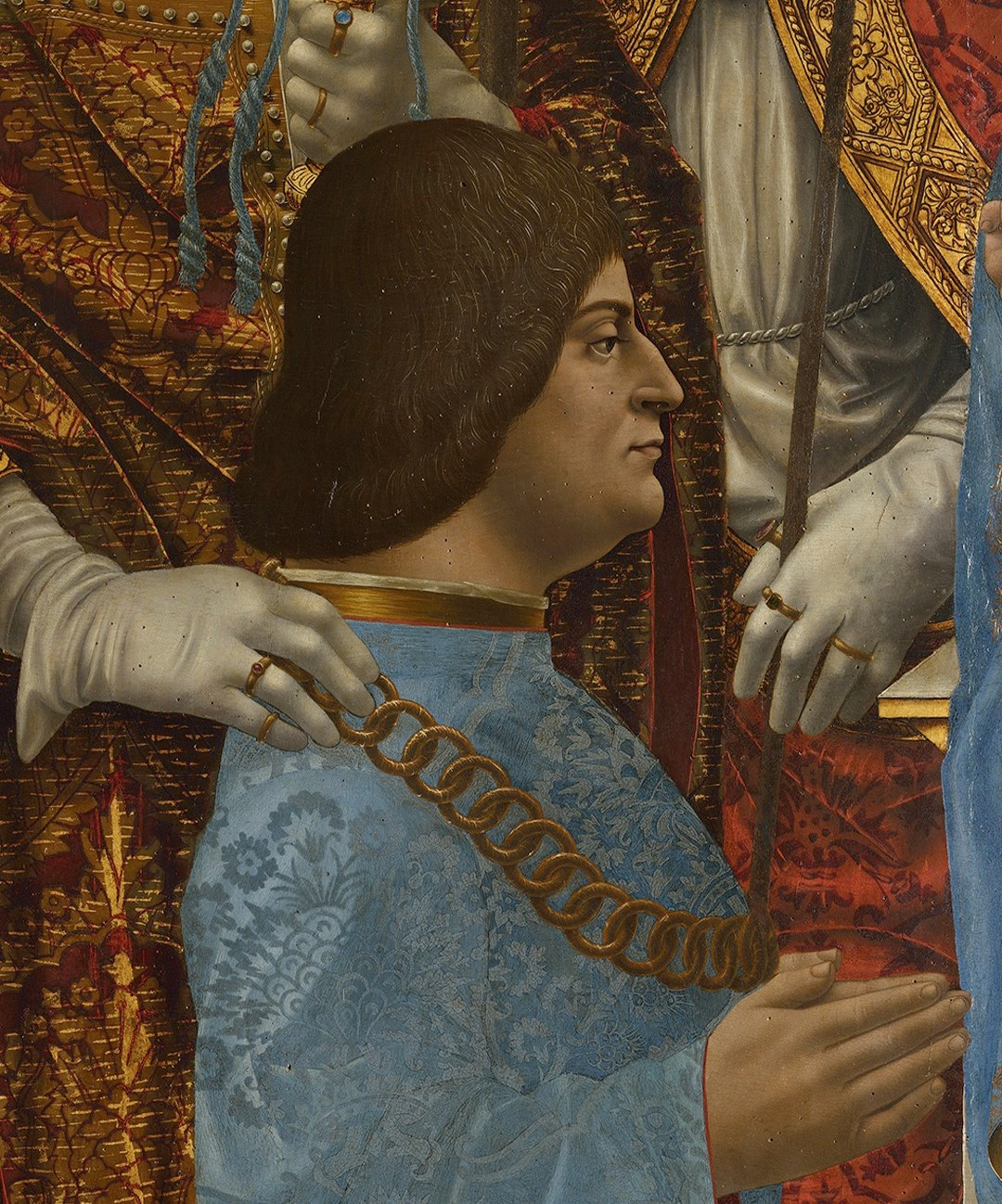
1500: Ludovico Sforza

- 1500: Herzog Ludovico Sforza erobert Mailand, seinen früheren Besitz, mit Schweizer Hilfe von Frankreich zurück.
- 1555: König Ferdinand I. eröffnet den Reichstag zu Augsburg, in dessen Mittelpunkt eine politische Lösung von Fragen der unterschiedlichem Glauben anhängenden Parteien steht. Im September wird nach zähen Verhandlungen der Augsburger Reichs- und Religionsfrieden verkündet.
- 1638: Das schwedisch-protestantische Heer unter Bernhard von Sachsen-Weimar beginnt im Dreißigjährigen Krieg damit, die Reichsstadt Rheinfelden zu belagern. In der Folge zieht die Schlacht bei Rheinfelden herauf.
- 1643: Der niederländische Seefahrer Abel Tasman entdeckt die Pazifik-Insel Taveuni. Über sie verläuft seit 1884 der 180. Längengrad.
- 1679: Frankreich schließt mit Schweden und dem Heiligen Römischen Reich den Frieden von Nimwegen, um mit diesen Vertragspartnern im Zusammenhang mit dem Französisch-Niederländischen Krieg entstandene Konflikte zu bereinigen. Unter anderem fallen damit das Elsass und Lothringen Frankreich zu. Am selben Tag wurde auch der Vertrag von Celle geschlossen.
- 1740: Der im Oktober zuvor mit Truppen in die Republik San Marino eingefallene päpstliche Legat Giulio Alberoni muss das Land auf Befehl von Papst Clemens XII. wieder räumen.

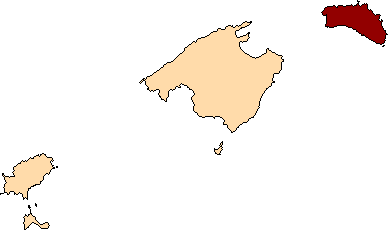
1782: Menorca und die Balearen

- 1782: Eine spanisch-französische Flotte erobert im Zuge des Amerikanischen Unabhängigkeitskrieges die Baleareninsel Menorca von den Briten.

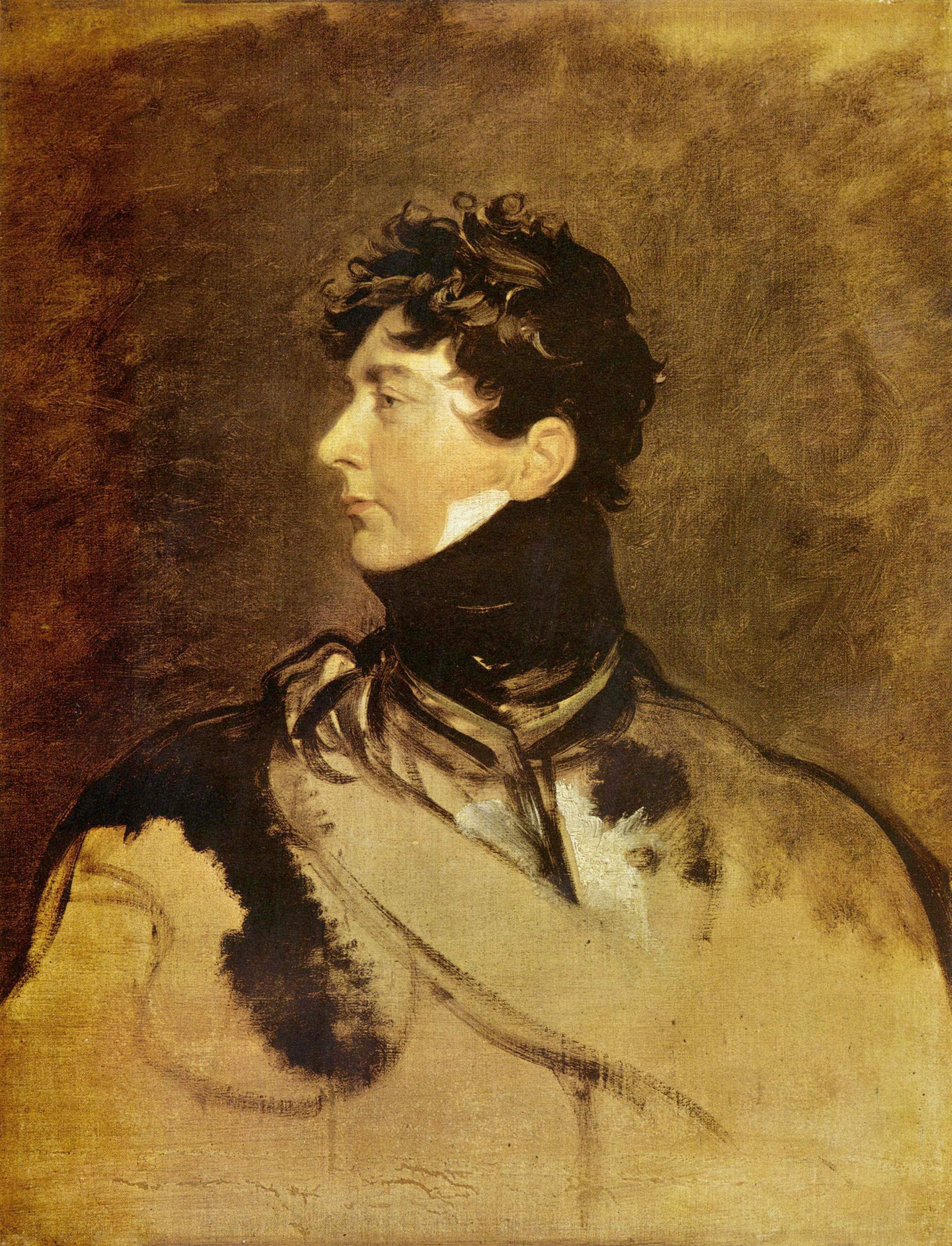
1811: Georg IV. als Prinzregent

- 1811: Der Prince of Wales und spätere König Georg IV. übernimmt gemäß dem Regency Act die königliche Gewalt in Großbritannien, nachdem sein Vater Georg III. wegen langer Geisteskrankheit die Amtsgeschäfte nicht mehr führen kann.
- 1818: Nach dem Tod von König Karl XIII. besteigt der von ihm adoptierte napoleonische General Jean-Baptiste Bernadotte unter dem Namen Karl XIV. Johann den Thron von Schweden und Norwegen in Personalunion.
- 1822: Der große Teile Albaniens und Griechenlands beherrschende Tepedelenli Ali Pascha wird nach mehrmonatiger Belagerung seiner Festung bei einem Treffen mit Abgesandten des Kriegsministers des Osmanischen Reichs getötet. Ali Pascha hatte mit den Aufständischen in der Griechischen Revolution paktiert und wurde vom Sultan der Untreue beschuldigt.
- 1878: Die russische marxistische Revolutionärin Wera Iwanowna Sassulitsch schießt wegen der Misshandlung eines politischen Gefangenen auf General Fjodor Fjodorowitsch Trepow und verletzt ihn schwer. Sie wird wegen dieser Tat später freigesprochen.

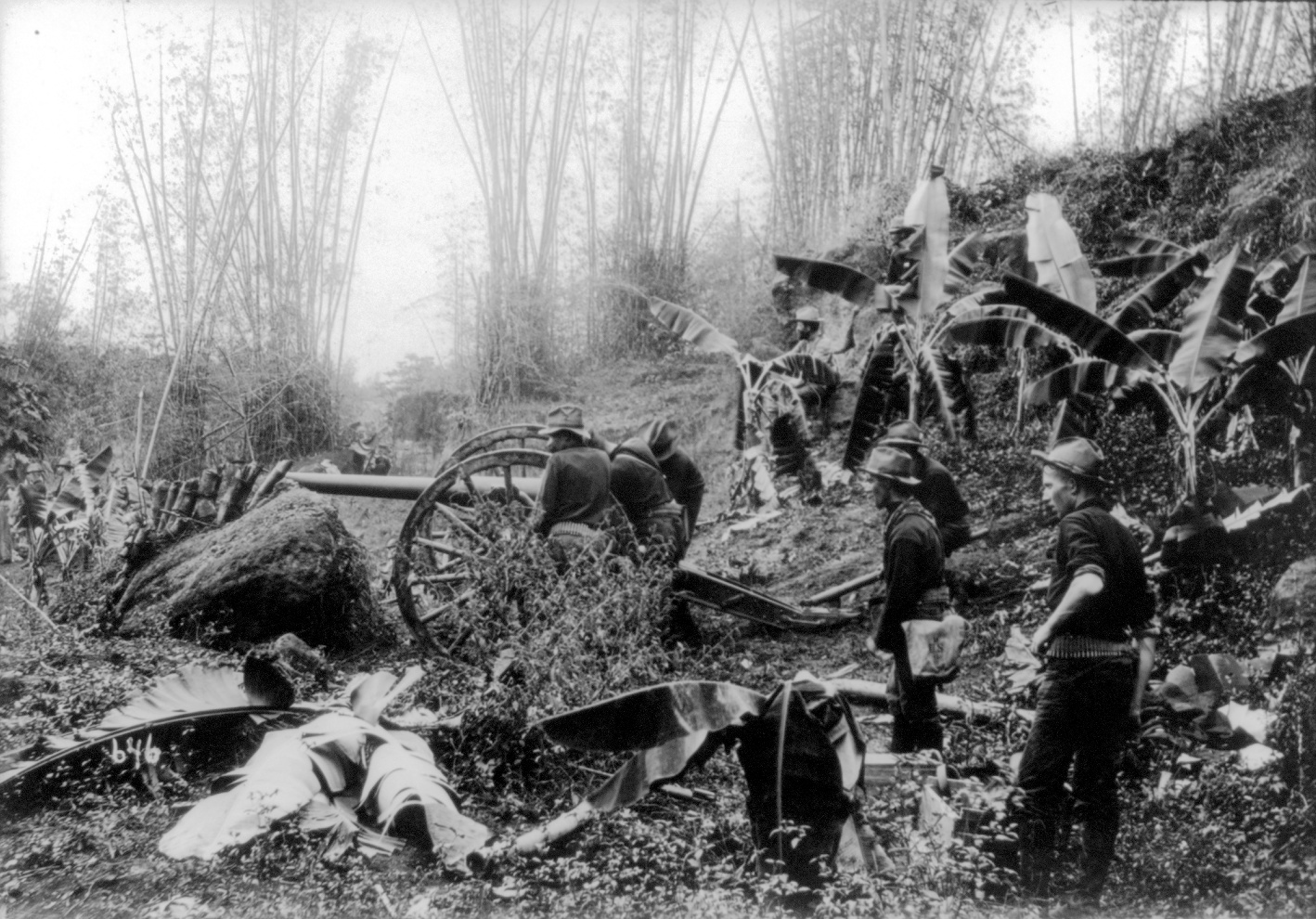
1899: US-Truppen nahe Manila

- 1899: In der zweitägigen Schlacht um Manila während des Philippinisch-Amerikanischen Krieges behalten die Amerikaner die Oberhand, während sich die einheimischen Truppen ins Hinterland zurückziehen müssen.
- 1917: Die vom Kongress der mexikanischen Republik vorbereitete Verfassung wird im Zuge der Mexikanischen Revolution unter Präsident Venustiano Carranza verabschiedet. Die Verfassung ist noch heute in Mexiko gültig.
- 1918: Der britische Truppentransporter Tuscania wird im Ersten Weltkrieg vor Nordirland von dem deutschen U-Boot UB 77 versenkt. 166 Menschen kommen ums Leben.
- 1937: In der Türkischen Republik erhalten die sechs Prinzipien des Kemalismus, darunter der Laizismus, Verfassungsrang.
- 1938: Die von Adolf Hitler geführte Reichsregierung kommt letztmals zu einer Kabinettssitzung zusammen.
- 1958: Nach einem Zusammenstoß mit einem North American F-86-Jagdflugzeug in der Luft muss die Crew eines beschädigten Boeing B-47-Bombers eine Wasserstoffbombe ohne nuklearen Zünder vor der Küste Georgias abwerfen. Die Tybee-Bombe bleibt ungeborgen.
- 1975: Die Vereinigten Staaten reagieren auf die türkische Besetzung des Nordteils von Zypern im Jahr zuvor mit einem Waffenembargo gegen die Türkei.
- 1982: Der deutsche Bundeskanzler Helmut Schmidt (SPD) gewinnt die von ihm wegen Differenzen mit dem Koalitionspartner FDP über den Bundeshaushalt 1982 gestellte Vertrauensfrage mit 269 zu 224 Stimmen.

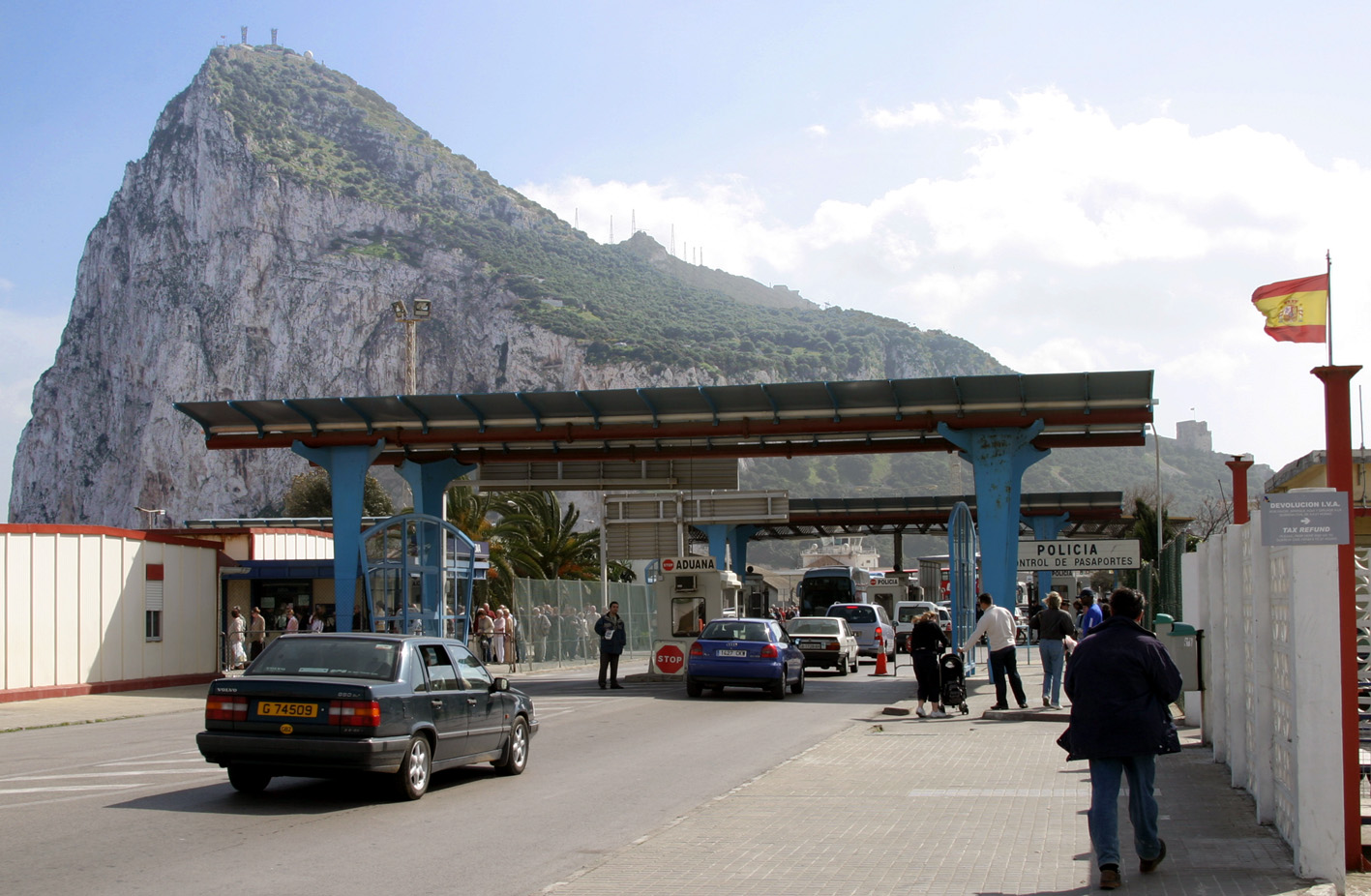
1985: Grenzübergang zwischen Spanien und Gibraltar

- 1985: Die von Spanien im Mai 1969 geschlossene Grenze zu Gibraltar wird wieder vollständig geöffnet.
- 1990: Die Parteien Christlich-Demokratische Union (CDU-Ost), Deutsche Soziale Union (DSU) und Demokratischer Aufbruch (DA) bilden für die Volkskammerwahl 1990 in der DDR ein Wahlbündnis, die Allianz für Deutschland. Am gleichen Tag werden acht Mitglieder des Zentralen Runden Tisches, darunter Wolfgang Ullmann, Rainer Eppelmann, Matthias Platzeck und Tatjana Böhm, von Hans Modrow in die Regierung aufgenommen.
- 1995: Bei einem Anschlag mit Rohrbomben und Sprengfallen kommen in Oberwart, Burgenland, Österreich, vier Roma ums Leben. Als Täter wird Jahre später der rechtsextreme Einzeltäter Franz Fuchs ermittelt.
- 2004: Gegen den haitianischen Präsidenten Jean-Bertrand Aristide kämpfende Aufständische erobern die strategisch und moralisch wichtige Stadt Gonaïves im Norden Haitis.

### Wirtschaft

1637: Preisliste der Versteigerung in Alkmaar

- 1637: Bei einer Versteigerung in Alkmaar erreicht die große Tulpenmanie in den Niederlanden ihren Höhepunkt. Wenig später kommt es zum ersten „Börsencrash“ der Geschichte. Der Handel stoppt gänzlich, die Preise fallen um über 95 %.
- 1869: Bei Moliagul im Central Goldfields Shire des australischen Bundesstaats Victoria finden zwei Bergleute den bislang größten Goldklumpen der Welt, den sie Welcome Stranger nennen.
- 1890: Mit dem Eintrag ins Handelsregister nimmt die Allianz Versicherungs-AG in Berlin ihren Geschäftsbetrieb auf.
- 1922: In den USA erscheint die Erstausgabe der Zeitschrift Reader’s Digest.
- 1961: In London wird die britische Wochenzeitung The Sunday Telegraph gegründet.
- 1982: Die britische Billigfluggesellschaft Laker Airways stellt ihren Flugbetrieb ein.
- 1989: Über den Fernsehsatelliten Astra 1A wird erstmals in Europa ein reines Nachrichtenprogramm, das englischsprachige Sky News, ausgestrahlt. Die betreibende Firma gehört zum Medienkonzern von Rupert Murdoch.

### Wissenschaft und Technik

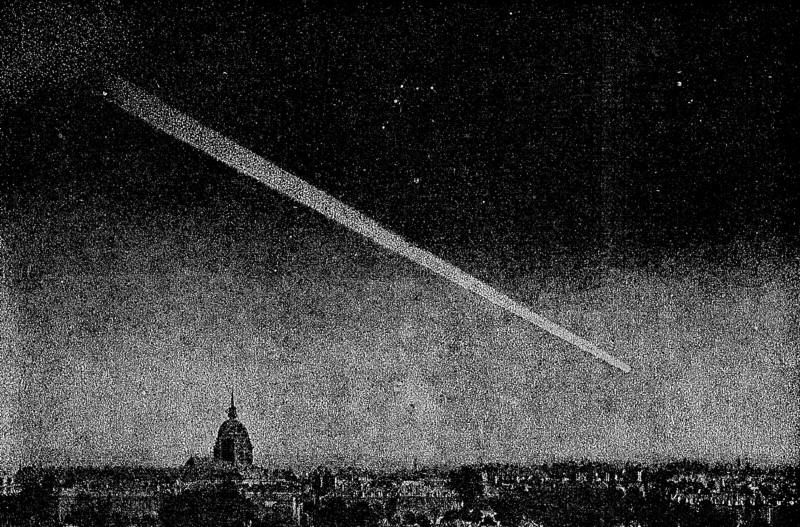
Der Große Komet von 1843

- 1843: Der Tageslichtkomet, ein Mitglied der Kreutz-Gruppe, wird entdeckt. Der Komet ist einer der Großen Kometen des 19. Jahrhunderts.
- 1905: Im Tal der Könige wird mit KV46 das Felsengrab eines altägyptischen Beamtenehepaars der 18. Dynastie gefunden.

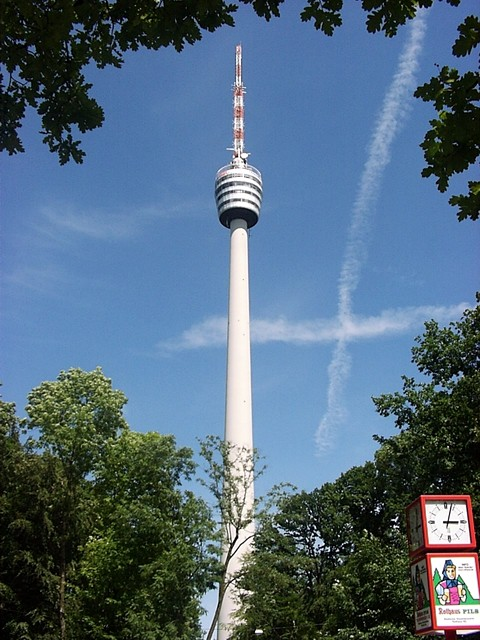
1956: Der Fernsehturm Stuttgart

- 1956: Der Süddeutsche Rundfunk nimmt den Stuttgarter Fernsehturm in Betrieb, den ersten Stahlbetonturm seiner Art.
- 1960: In Genf wird in Anwesenheit prominenter Kernphysiker das CERN-Proton Synchrotron, ein Teilchenbeschleuniger, feierlich eröffnet.
- 1971: Die Mondlandefähre der Apollo 14 mit den Astronauten Alan Shepard und Edgar Mitchell an Bord ist die dritte Fähre des Apollo-Programms, die sicher auf dem Mond, im Fra Mauro-Krater, landet.

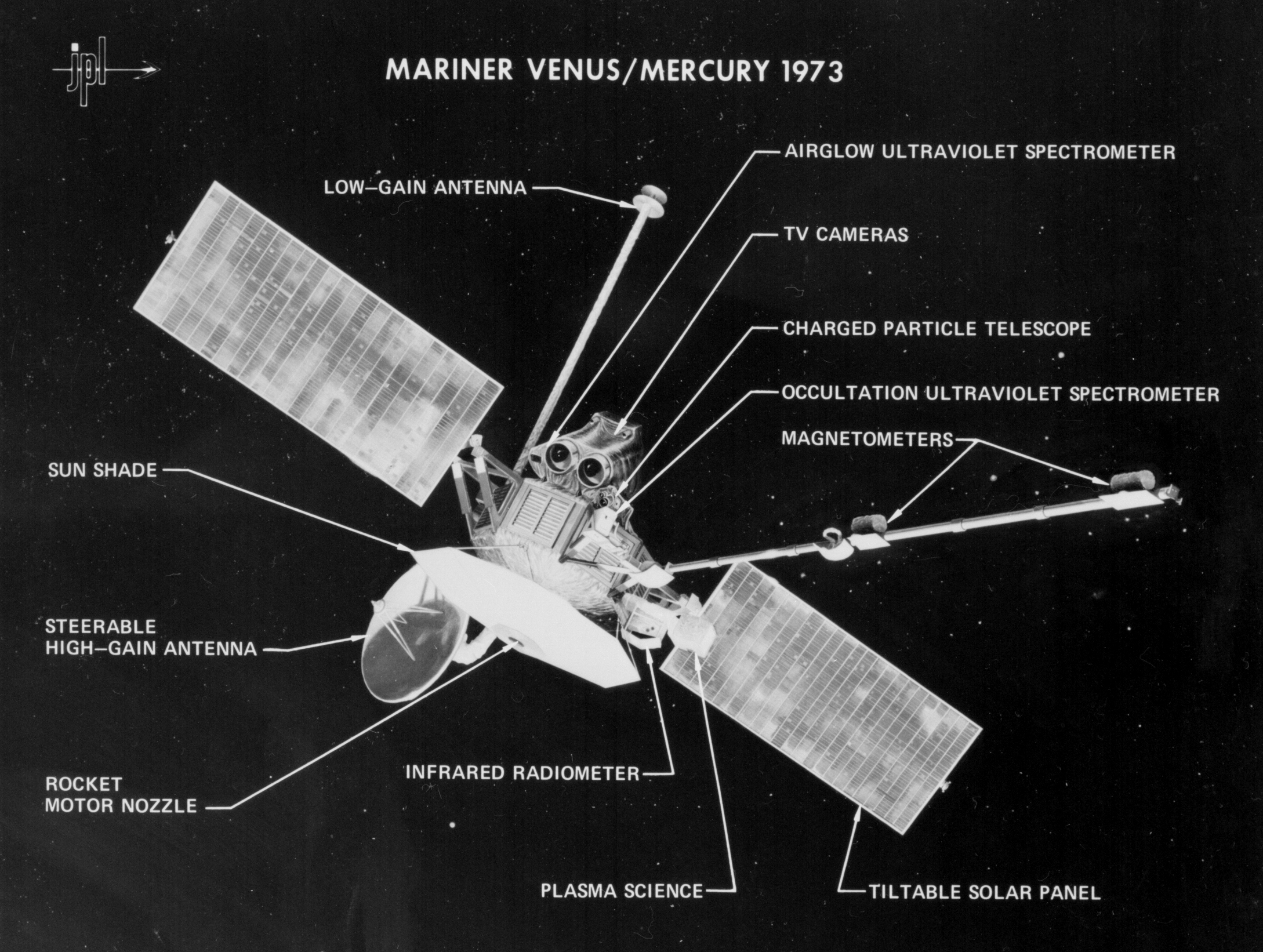
1974: Mariner 10

- 1974: Die US-amerikanische Raumsonde Mariner 10 passiert die Venus und sendet über 4.000 Bilder zur Erde. Danach fliegt sie mit einem Swing-by-Manöver weiter Richtung Merkur.
- 1980: Klaus von Klitzing entdeckt im Hochfeldmagnetlabor in Grenoble den so genannten Quanten-Hall-Effekt.

### Kultur
- 1796: Die Vereinigung patriotischer Freunde der Kunst gründet in Böhmen eine Gemäldegalerie, aus der die Nationalgalerie Prag hervorgeht.
- 1866: Am Pariser Théâtre des Variétés wird Jacques Offenbachs Operette Blaubart uraufgeführt. Das Libretto stammt von Henri Meilhac und Ludovic Halévy.

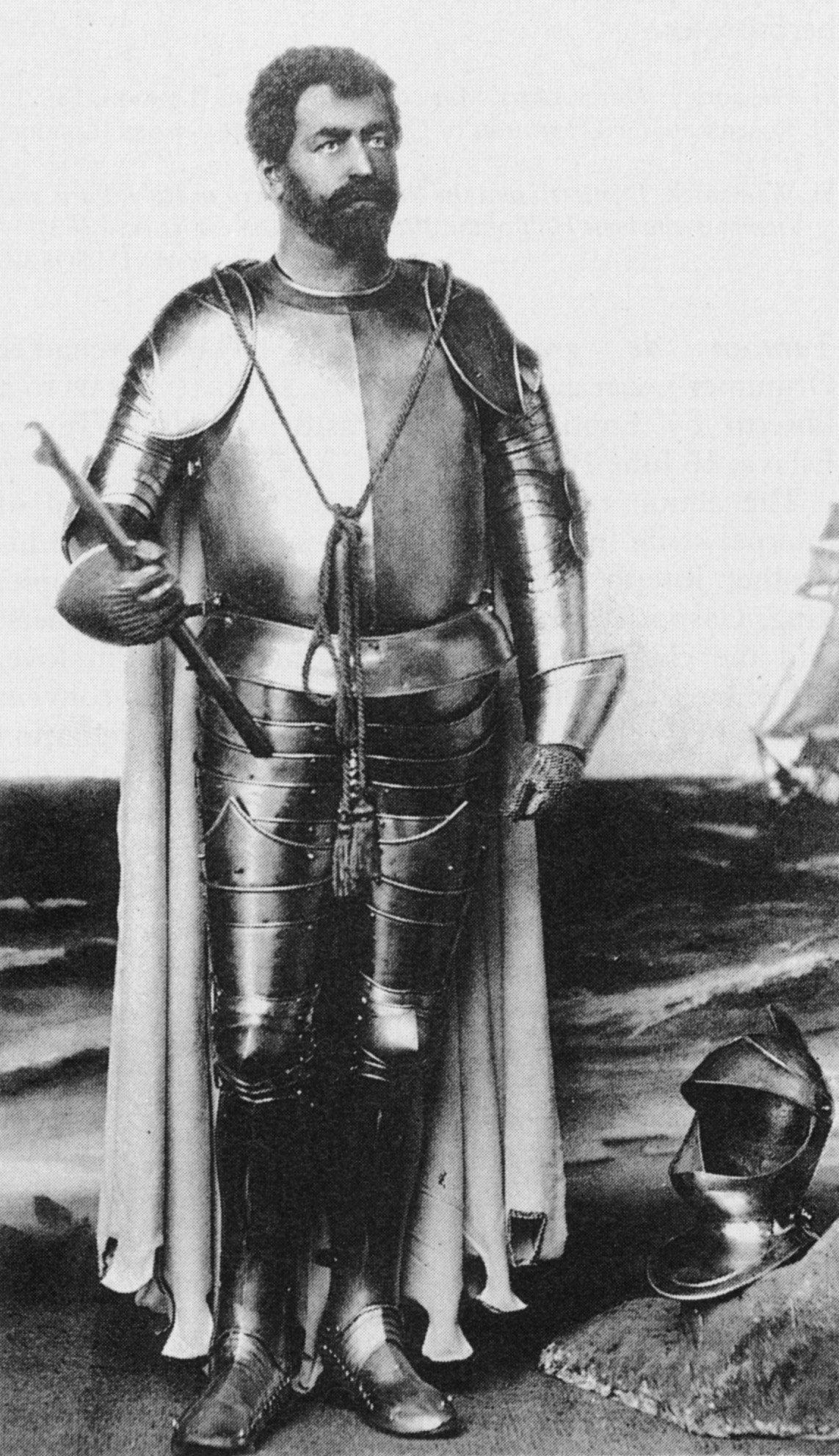
1887: Francesco Tamagno als Otello

- 1887: Die Oper Otello von Giuseppe Verdi nach dem gleichnamigen Theaterstück von William Shakespeare mit dem Libretto von Arrigo Boito wird am Teatro alla Scala in Mailand mit triumphalem Erfolg uraufgeführt. Nur Verdi selbst ist mit der Aufführung nicht zufrieden.

1916: Das Cabaret Voltaire

- 1916: Die Autoren Hugo Ball und Emmy Hennings eröffnen das Zürcher Cabaret Voltaire, den Geburtsort des Dadaismus.
- 1927: Buster Keatons epische Stummfilmkomödie The General (Der General) wird in den USA landesweit veröffentlicht. Die längste und teuerste Buster-Keaton-Produktion erhält überwiegend negative Kritiken und bringt das Ende für Keatons künstlerische Unabhängigkeit.
- 1936: Charlie Chaplins satirischer Stummfilm Modern Times hat in New York Premiere. Der Film, der eine Satire auf den Taylorismus in der Arbeitswelt darstellt, wird zu einem von Chaplins erfolgreichsten Werken.
- 1967: Vicco von Bülow führt durch die erste Folge der ARD-Fernsehserie Cartoon, in der er auch als Loriot zeichnerisch Beiträge einbringt.
- 2004: In Berlin eröffnet der Spielfilm Unterwegs nach Cold Mountain von Anthony Minghella mit Jude Law, Nicole Kidman und Renée Zellweger in den Hauptrollen die Internationalen Filmfestspiele.

### Gesellschaft
- 1924: Die BBC sendet erstmals in ihrem Programm das Zeitzeichen, das sogenannte Greenwich Time Signal.
- 1988: Zugunsten der Wohltätigkeitsorganisation Comic Relief wird in Großbritannien erstmals der Red Nose Day abgehalten. Beim britischen Sender BBC findet eine mehrstündige Fernsehshow statt, bei der Prominente die Bevölkerung um Spenden bitten.
- 1992: Der sogenannte „Needle Park“ Platzspitz, Treffpunkt und provisorische Heimat vieler Drogensüchtiger Zürichs, wird geschlossen.
- 1994: Byron De La Beckwith wird mehr als 30 Jahre nach der Tat in einem Revisionsverfahren im US-Bundesstaat Mississippi wegen des Mordes an dem schwarzen Bürgerrechtler Medgar Evers schuldig gesprochen und zu einer lebenslangen Gefängnisstrafe verurteilt.

### Religion

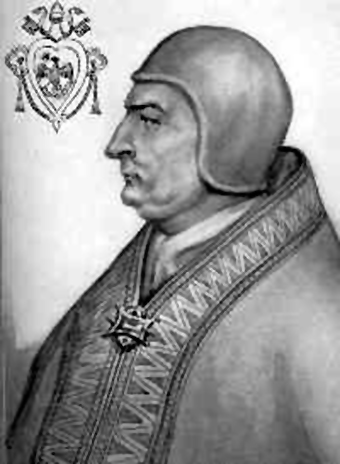
1265: Clemens IV.

- 1265: Guido le Gros wird vier Monate nach dem Tod Urbans IV. unter dem Namen Clemens IV. in Perugia zum Oberhaupt der römisch-katholischen Kirche gewählt. Als Papst hält er sich in Rom nie auf.

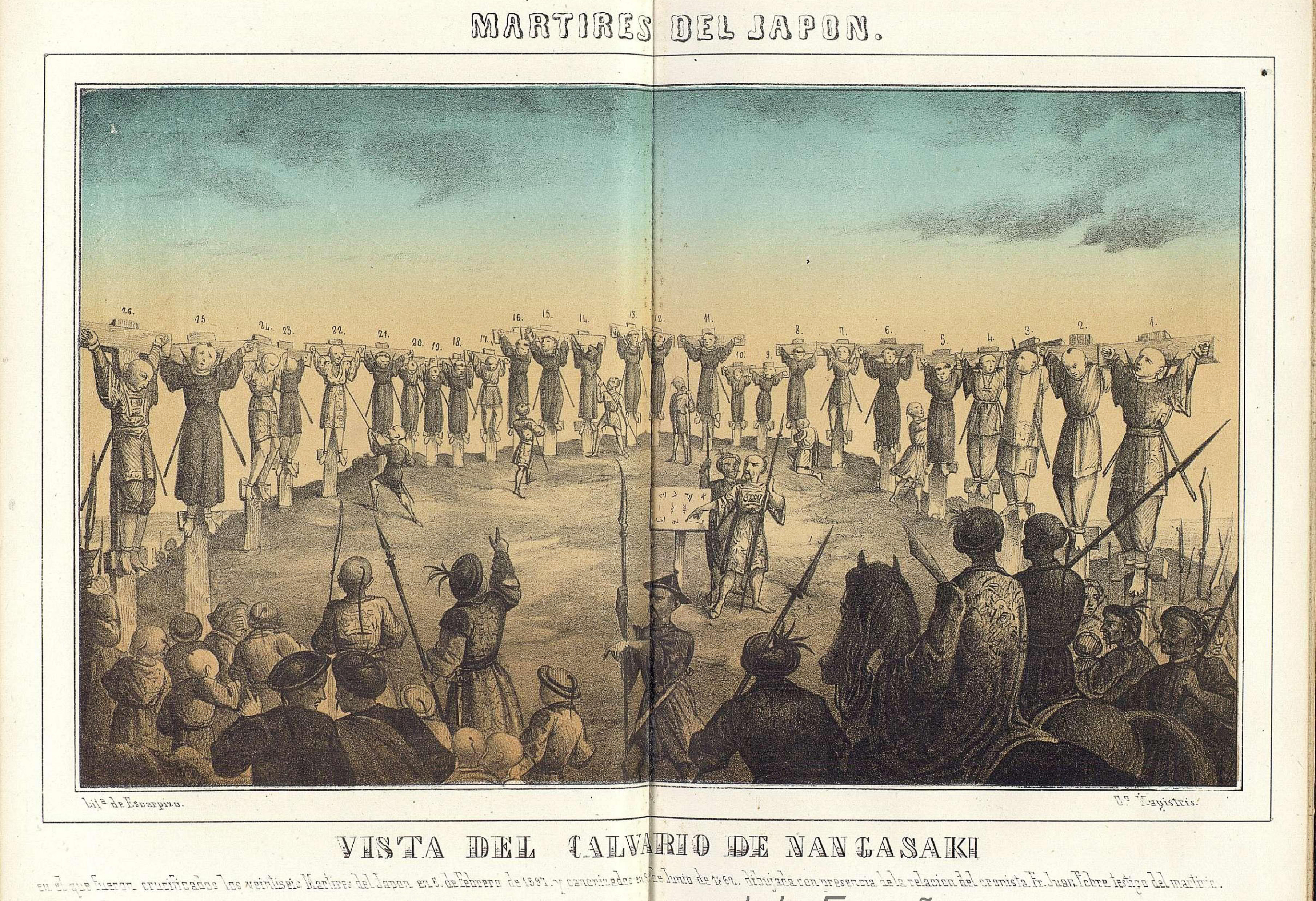
1597: Kreuzigungen in Nagasaki

- 1597: Toyotomi Hideyoshi lässt in Nagasaki drei portugiesische Jesuiten, sechs spanische Franziskaner und 17 japanische Christen am Kreuz hinrichten. Die Missionierung in der Azuchi-Momoyama-Zeit löst Konflikte mit der Staatsgewalt in Japan aus.
- 1875: In einer Enzyklika erklärt Papst Pius IX. die im Zuge des preußischen Kulturkampfes erlassenen Maigesetze für nichtig.
- 1991: In seinem Bahai-Beschluss fällt das deutsche Bundesverfassungsgericht wesentliche Entscheidungen zum Verhältnis von Religionsfreiheit und Vereinsrecht.

### Katastrophen
- 0062: Die römischen Städte Pompeji und Herculaneum am Fuße des Vesuvs werden durch ein Erdbeben erheblich beschädigt.
- 1783: Eine Serie von Erdbeben beginnt, die Messina und besonders Teile Kalabriens heimsucht. Bis zum 28. März werden 300 Dörfer zerstört, etwa 30.000 Menschen verlieren ihr Leben.
- 1805: Der britische Ostindienfahrer Earl of Abergavenny sinkt vor Weymouth, England, nachdem er zuvor durch die Strandung auf einer Sandbank beschädigt wurde. 261 der 405 Menschen an Bord sterben, darunter der Kapitän John Wordsworth, ein Bruder des Dichters William Wordsworth.

Kleinere Unglücksfälle sind in den Unterartikeln von Katastrophe und in der Liste von Katastrophen aufgeführt.

### Natur und Umwelt

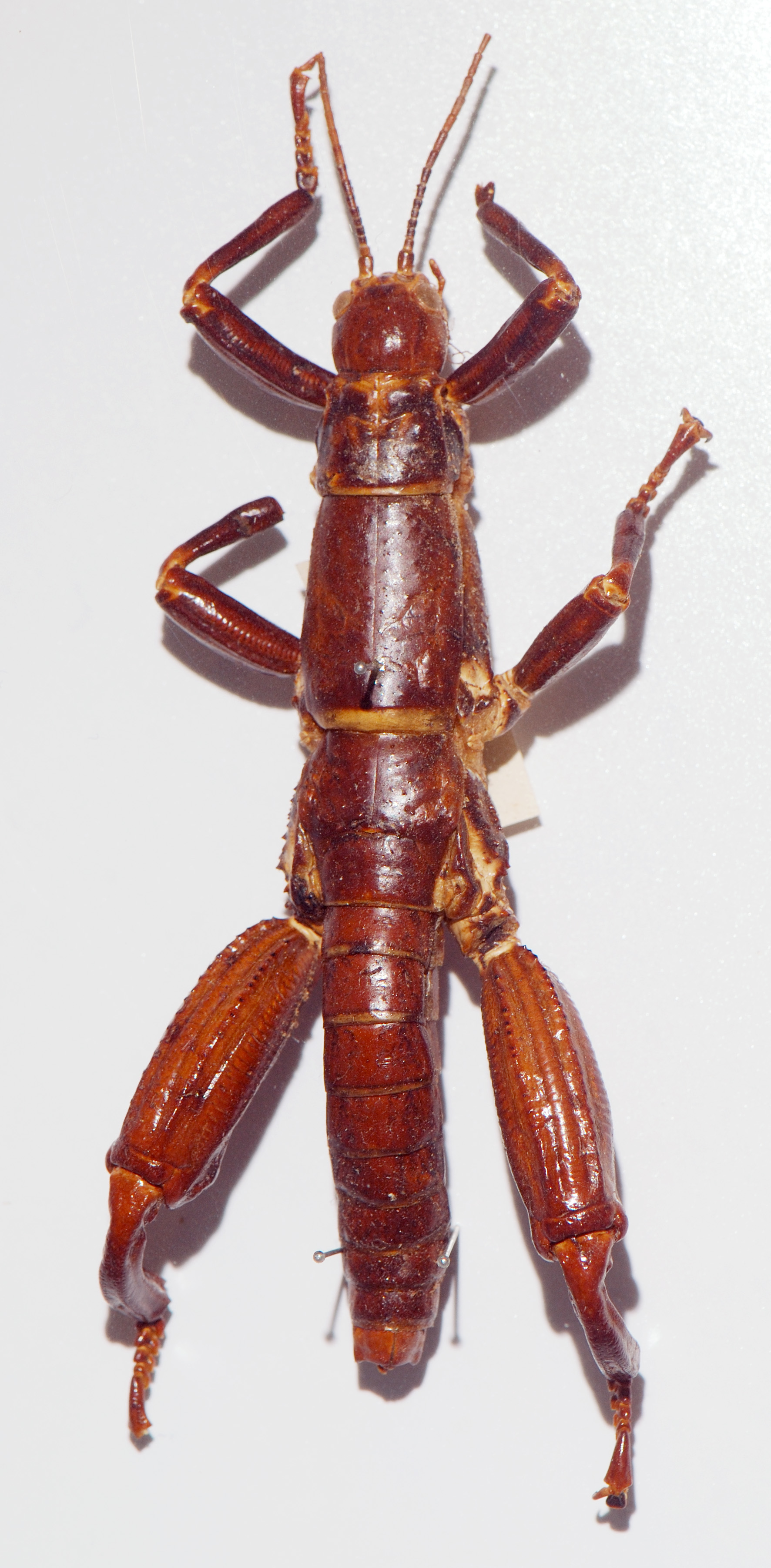
2001: Baumhummer

- 2001: Eine australische Expedition entdeckt auf Ball’s Pyramid, einer unbewohnten spitzen Felsinsel vor der Küste Australiens, drei lebende Exemplare des seit etwa 70 Jahren ausgestorben geglaubten, einst auf der Lord-Howe-Insel endemischen Baumhummers (Dryococelus australis).

### Sport
- 1884: Der englische Fußballverein Derby County wird als Ableger des Derbyshire County Cricket Club gegründet.
- 1956: Die VII. Olympischen Winterspiele, bei denen Toni Sailer mit drei Goldmedaillen erfolgreichster Athlet gewesen ist, enden. Am Abschlusstag gewinnt Harry Glaß mit Bronze im Skispringen als erster Deutscher eine olympische Medaille im nordischen Skisport und die erste Olympiamedaille der DDR.
- 1957: In Sonthofen wird die Sportschule der Bundeswehr eröffnet.
- 1976: Franz Klammer gewinnt olympisches Abfahrtsgold in Innsbruck und wird zur österreichischen Sportlegende.
- 1989: Als Joint Venture zwischen der EBU und Sky Television beginnt Eurosport sein in erster Linie auf Sportereignisse spezialisiertes Fernsehprogramm.
- 2024: In Frankfurt am Main wird Mathias Beck zum Nachfolger von Peter Fischer als Präsident von Eintracht Frankfurt gewählt.

Einträge von Leichtathletik-Weltrekorden befinden sich unter der jeweiligen Disziplin unter Leichtathletik.

## Geboren

### Vor dem 18. Jahrhundert
- 0976: Sanjō, 67. Tennō von Japan
- 1279: Levold von Northof, deutscher Geistlicher und Domherr von Lüttich
- 1438: Marguerite de Bourbon, französische Adlige
- 1438: Philipp II., französischer Adliger, Herzog von Savoyen
- 1484: Heinrich Ehinger, deutscher Kaufmann und Konquistador
- 1505: Aegidius Tschudi, erster Schweizer Chronist (Chronicon Helveticum) und Glarner Politiker
- 1515: Juraj Drašković von Trakošćan, Kardinal und Ban von Kroatien
- 1519: Renatus, Fürst von Oranien, Herr von Breda und Graf von Vianden
- 1531: Johann Aurpach, deutscher Dichter und Jurist
- 1533: Andreas Dudith, ungarischer Humanist und Diplomat
- 1534: Giovanni de’ Bardi, italienischer Soldat, Komponist und Dichter
- 1558: Heinrich Schickhardt, deutscher Baumeister der Renaissance
- 1587: Paul Röber, deutscher lutherischer Theologe
- 1600: Johan Picardt, deutsch-niederländischer Arzt, Pastor und Schriftsteller
- 1605: Balthasar Balduin, deutscher lutherischer Theologe
- 1608: Caspar Schott, deutscher Wissenschaftler
- 1612: Antoine Arnauld, französischer Philosoph
- 1622: Christian von Hessen-Kassel, landgräflicher Prinz, schwedischer Obrist
- 1624: Kaspar Schmuz Schweizer Theologe und Teleskopbauer, an diesem Tag getauft

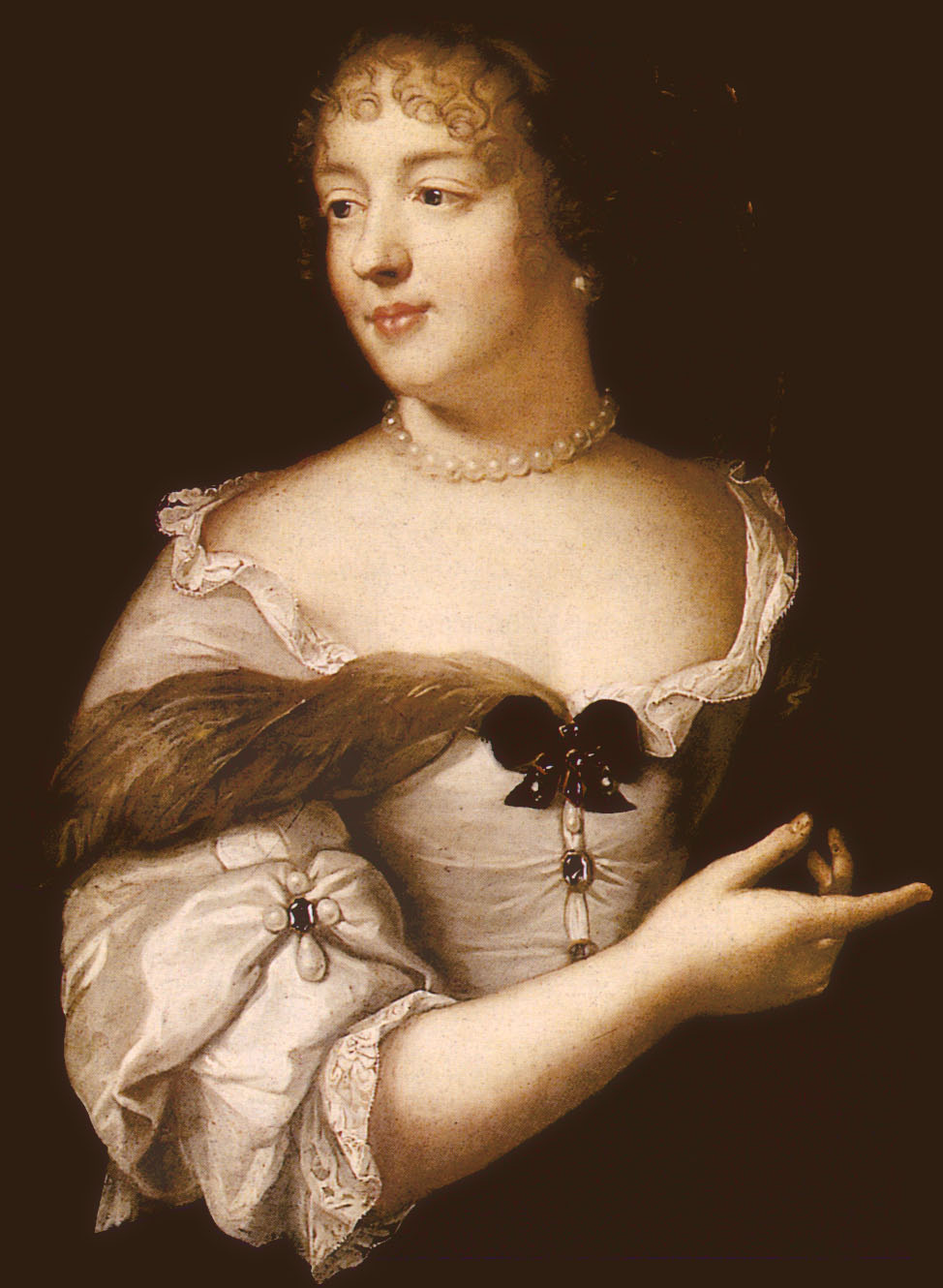
Madame de Sévigné (* 1626)

- 1626: Marie de Rabutin-Chantal, Marquise de Sévigné, französische Autorin
- 1627: Sébastien Truchet, französischer Priester, Mathematiker, Physiker und Typograph
- 1628: César d’Estrées, französischer Kleriker und Diplomat
- 1639: Sibylla Schuster, deutsche Schriftstellerin und Dichterin
- 1650: Anne-Jules de Noailles, französischer General, Marschall von Frankreich
- 1651: Franz Ferdinand von Kuenburg, Bischof von Laibach und Erzbischof von Prag
- 1653: Johann Heinrich May der Ältere, deutscher lutherischer Theologe, Philologe und Historiker
- 1656: Giacomo Genora, Schweizer römisch-katholischer Geistlicher und Heimatschriftsteller
- 1667: Gottfried Reiche, deutscher Trompeter und Komponist
- 1671: Bartholomæus Deichman, dänisch-norwegischer Bischof von Christiania
- 1677: Wilhelm Erasmus Arends, deutscher Pfarrer
- 1688: Moritz Wilhelm, Herzog von Sachsen-Merseburg
- 1689: Christian Franz Dietrich von Fürstenberg, kurkölnischer Politiker

### 18. Jahrhundert

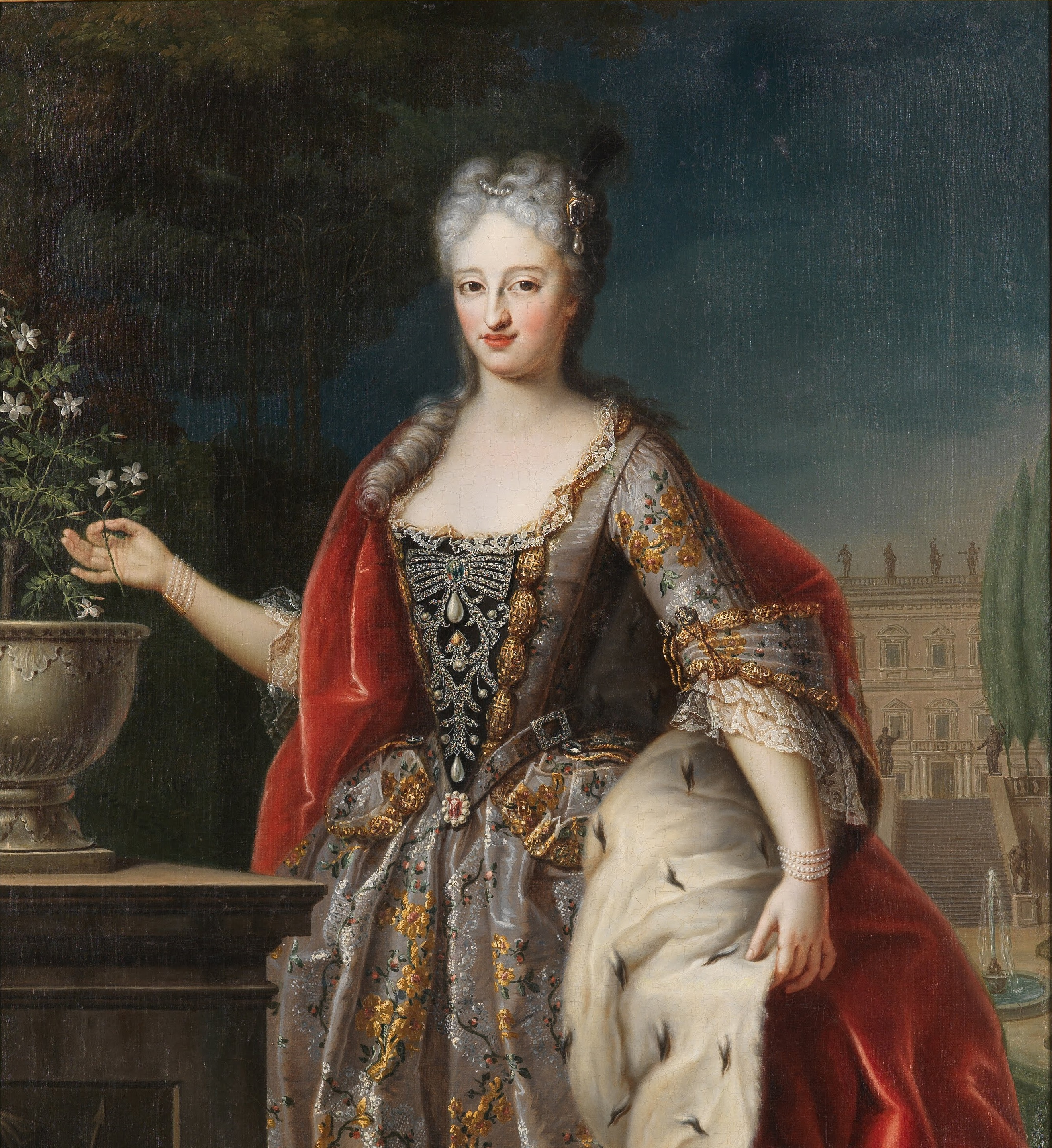
Anna Christine Luise von Pfalz-Sulzbach (* 1704)

- 1704: Anna Christine Luise, Pfalzgräfin von Sulzbach, Herzogin von Savoyen und Kronprinzessin von Sardinien-Piemont
- 1711: Joseph Umstatt, österreichischer Komponist
- 1714: Johann Gottlieb Gleditsch, deutscher Botaniker und Arzt
- 1721: John Fell, US-amerikanischer Politiker
- 1723: John Witherspoon, britischer Presbyterianer, Mitunterzeichner der Unabhängigkeitserklärung der Vereinigten Staaten und Abgeordneter zum Nationalkongress
- 1725: James Otis, US-amerikanischer Jurist
- 1734: Johann Georg Gottlob Schwarz, deutscher evangelischer Theologe
- 1737: Bak Ji-won, koreanischer Politiker und Ökonom
- 1737: Maria Elisabeth von Österreich, österreichische Prinzessin
- 1743: Ferdinand Anton von Krosigk, preußischer Landrat
- 1746: Charles Cotesworth Pinckney, US-amerikanischer Politiker
- 1748: Christian Gottlob Neefe, deutscher Organist, Komponist
- 1752: Anton Walter, Wiener Klavierbauer
- 1756: Mathias von Flurl, Begründer der bayerischen Mineralogie und Geologie
- 1766: Heinrich Gentz, deutscher Architekt
- 1784: Karl Friedrich Christian Wenck, deutscher Jurist
- 1787: Jonathan Bätz, niederländischer Orgelbauer
- 1788: Robert Peel, britischer Politiker und Regierungschef
- 1789: Alois Hildwein, österreichischer Architekt des Biedermeier
- 1790: Minna Apranzow, deutsche Schriftstellerin
- 1795: Pierre Jean Beckx, General der Jesuiten
- 1795: Wilhelm von Haidinger, österreichischer Geologe und Mineraloge
- 1796: Johannes von Geissel, Erzbischof von Köln
- 1799: Gebhard Adolph Friedrich von Krosigk, deutscher Gutsbesitzer und Beamter
- 1799: John Lindley, englischer Botaniker

### 19. Jahrhundert
- 1805: Friedrich Wilhelm Otto, deutscher Philologe

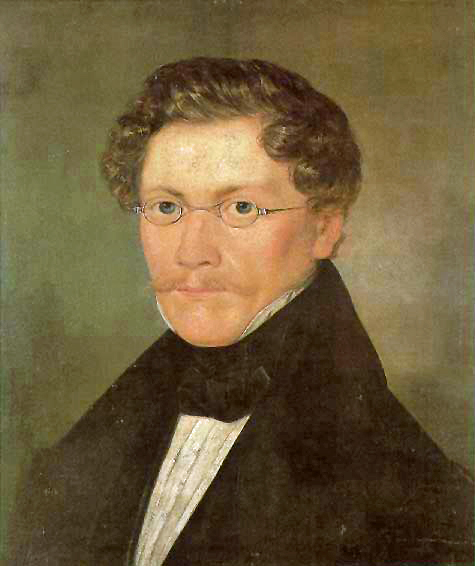
Carl Spitzweg (* 1808)

- 1808: Carl Spitzweg, deutscher Maler
- 1810: Ole Bull, norwegischer Geiger und Komponist
- 1812: Georges-Charles de Heeckeren d’Anthès, französischer Offizier und Politiker
- 1814: David Thomas Ansted, englischer Geologe
- 1816: Bertha Hoffmann, deutsche Schriftstellerin
- 1818: Paul Meurice, französischer Schriftsteller
- 1821: Hermann von Mallinckrodt, deutscher Politiker
- 1823: August Wilhelm Dieckhoff, deutscher Theologe
- 1831: Eugène Bersier, französischer evangelischer Geistlicher
- 1835: Friedrich August Theodor Winnecke, deutscher Astronom
- 1837: Konstantin Konstantinowitsch Arsenjew, russischer Publizist, Literaturwissenschaftler und Enzyklopädist
- 1837: Dwight Lyman Moody, US-amerikanischer Erweckungsprediger
- 1840: Simeon Eben Baldwin, US-amerikanischer Politiker, Gouverneur von Connecticut
- 1840: John Boyd Dunlop, irisch-britischer Erfinder
- 1840: Hiram Maxim, US-amerikanisch-britischer Erfinder
- 1840: Richard Schöne, deutscher Archäologe
- 1842: Karl von Wedel, deutscher General und Diplomat
- 1843: Franklin Taylor, englischer Pianist und Musikpädagoge
- 1844: Lothar Kempter, deutsch-schweizerischer Komponist und Dirigent
- 1844: Ernst Pinkert, deutscher Gastronom und Gründer des Leipziger Zoos
- 1844: Aristide Rinaldini, Kardinal der römisch-katholischen Kirche
- 1846: Johann Most, Sozialdemokrat, später Anarchist

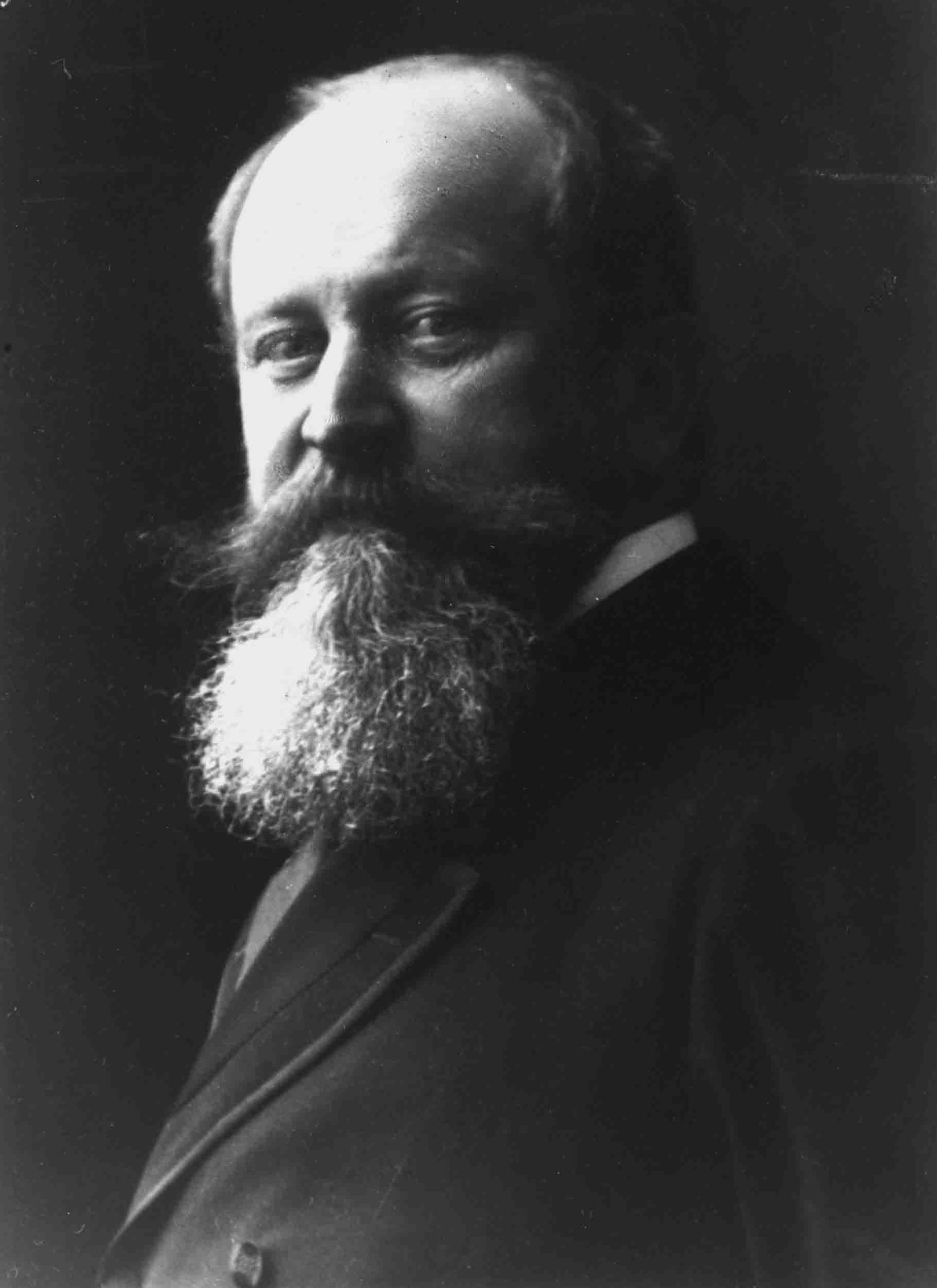
Julius von Soden (* 1846)

- 1846: Julius von Soden, deutscher Politiker und Gouverneur von Kamerun
- 1847: Hugo Oppenheim, deutscher Bankier
- 1848: Joris-Karl Huysmans, französischer Schriftsteller
- 1848: Louis Schmeisser, deutscher Waffenkonstrukteur

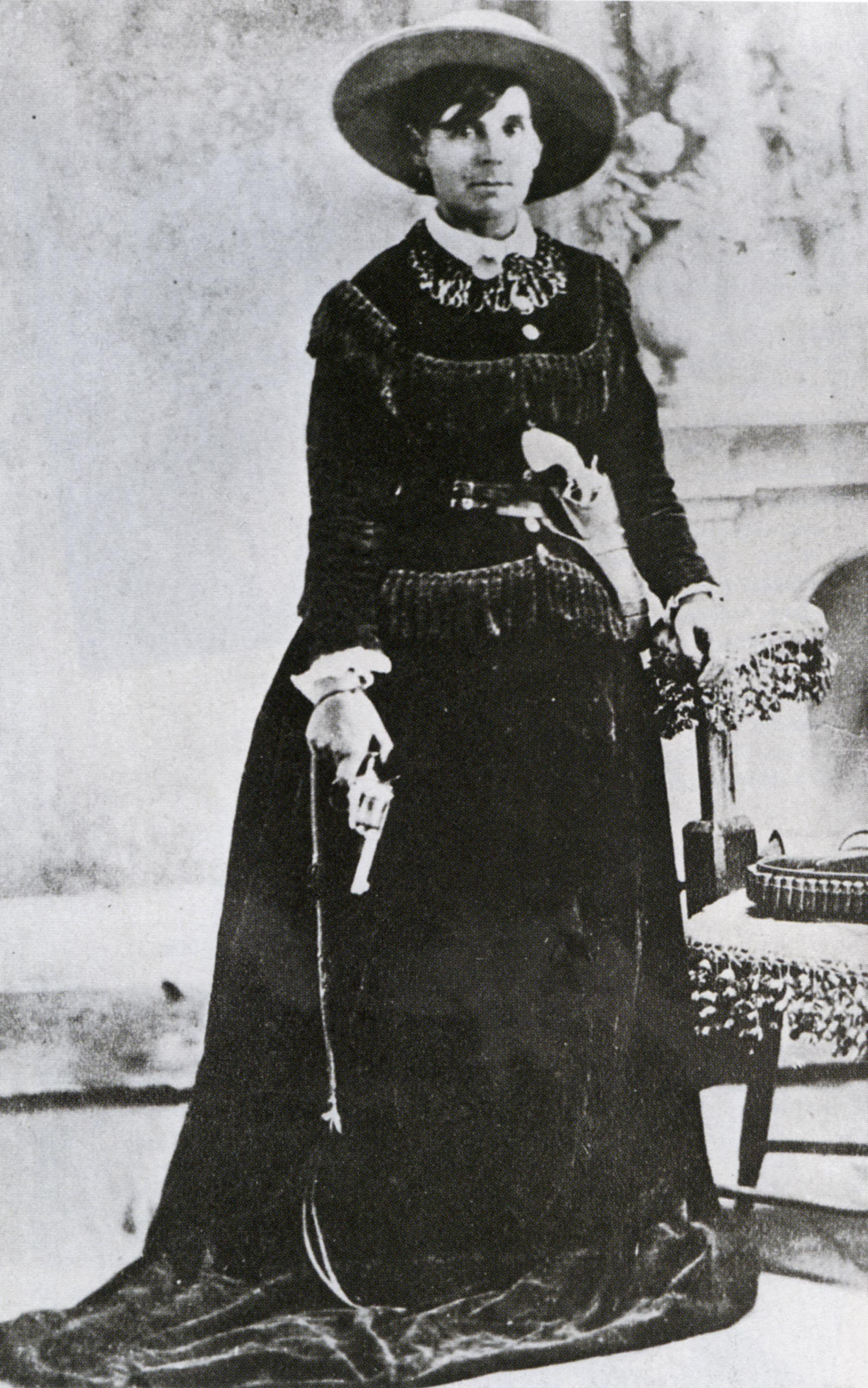
Belle Starr (* 1848)

- 1848: Belle Starr, US-amerikanische Räuberbraut
- 1849: August Palm, schwedischer Sozialdemokrat und Agitator
- 1852: Terauchi Masatake, japanischer Premierminister
- 1855: Thomas Ashton, 1. Baron Ashton of Hyde, britischer Politiker, Unternehmer und Peer
- 1856: Otto Brahm, deutscher Kritiker, Theaterleiter und Regisseur
- 1856ː Caroline Kempter, deutsche Kunstmalerin
- 1857: Richard Ehrenberg, deutscher Nationalökonom
- 1859: Georg Baur, deutscher Unternehmer
- 1859: Louis Cheikhô, Orientalist und Theologe
- 1860ː Clara Müller-Jahnke, deutsche sozialistische Dichterin, Journalistin und Frauenrechtlerin

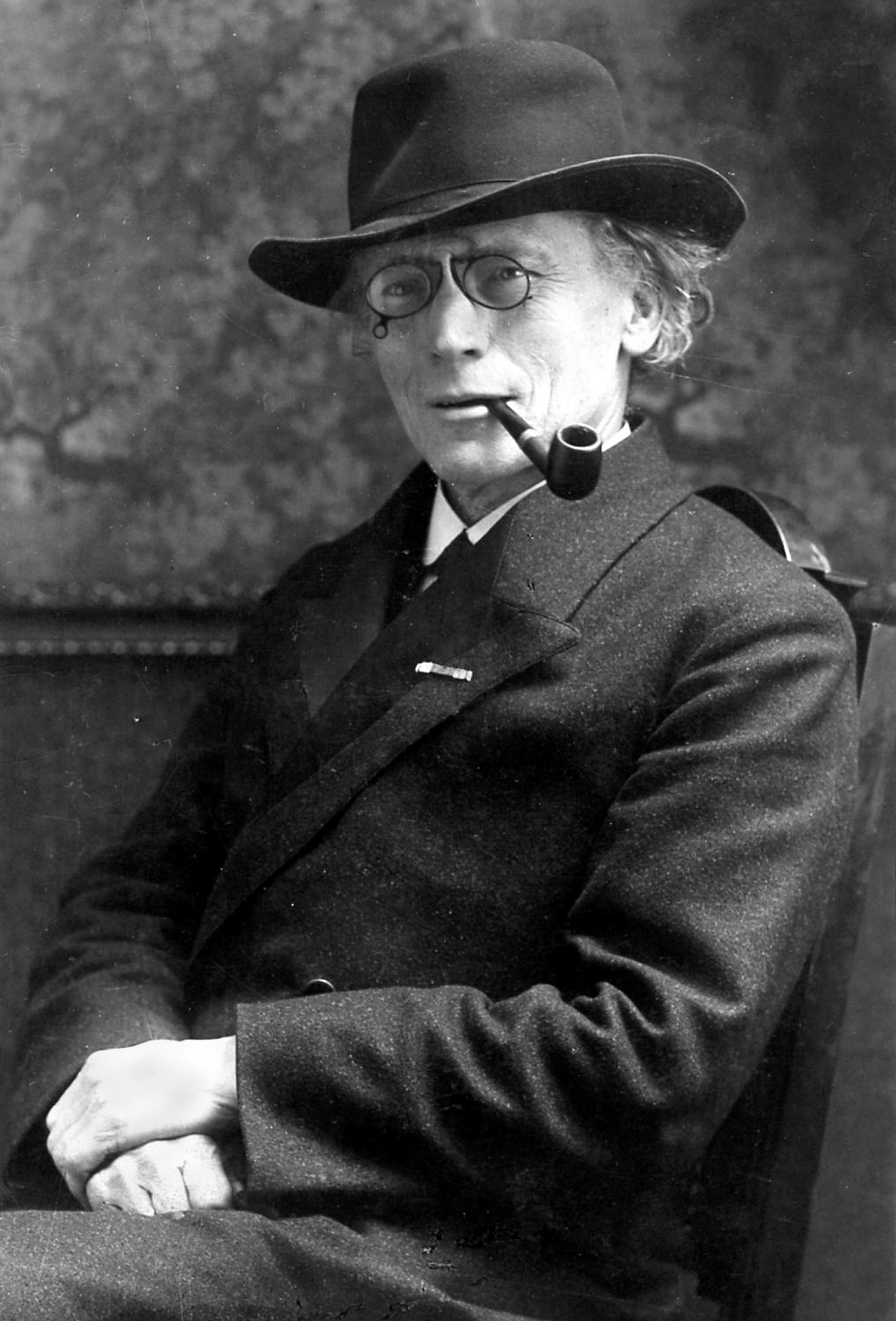
Bjarnat Krawc (* 1861)

- 1861: Bjarnat Krawc, sorbischer Komponist
- 1861: August von Parseval, deutscher Ingenieur
- 1862: Aleksander Kakowski, Erzbischof von Warschau und Kardinal
- 1862: Peter Kempny, österreichischer Mediziner, Komponist und Insektenforscher
- 1862: Felipe Villanueva, mexikanischer Komponist
- 1864: Paul Raschein, Schweizer Landwirt, Jurist und Politiker
- 1864: Carl Teike, deutscher Militärmusiker und Komponist
- 1865: Harvey Worthington Loomis, US-amerikanischer Komponist
- 1866: Rosetter Gleason Cole, US-amerikanischer Komponist
- 1867: Elsbeth Krukenberg-Conze, deutsche Schriftstellerin und Frauenrechtlerin
- 1868: Henri Hinrichsen, deutscher Verleger
- 1868: Lodewijk Mortelmans, belgischer Musiker und Komponist
- 1875: Gonzalo Queipo de Llano, spanischer General

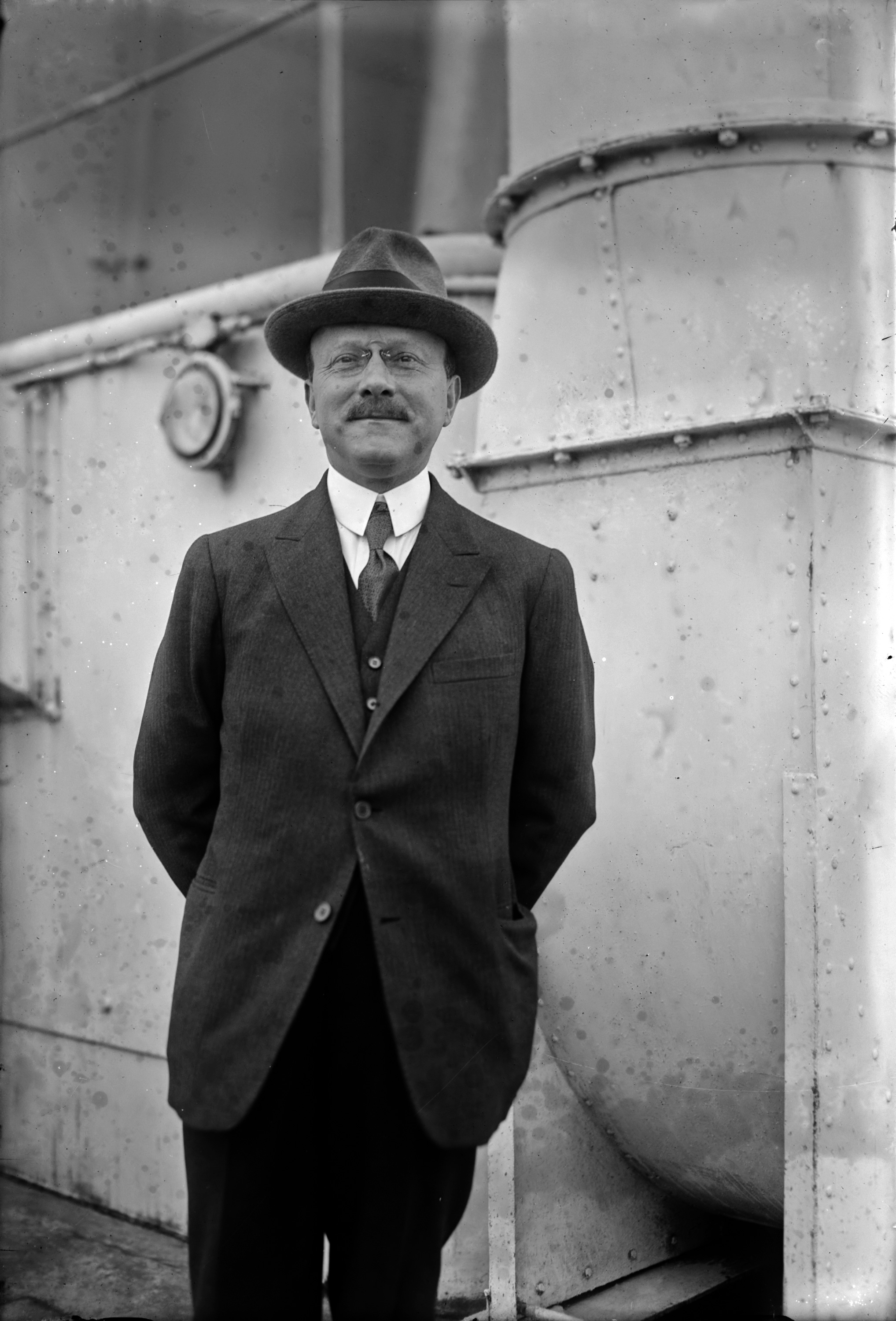
André Citroën (* 1878)

- 1878: André Citroën, französischer Automobilkonstrukteur
- 1880: Gabriel Voisin, französischer Flugzeug- und Automobilkonstrukteur
- 1881: Serhij Tymoschenko, ukrainischer Architekt
- 1881: Siegfried von Jan, deutscher Verwaltungsjurist, Bezirksamtmann und Ministerialrat
- 1881: Richard Meister, österreichischer Altphilologe und Pädagoge
- 1882: August Kopff, deutscher Astronom, Asteroidenentdecker
- 1882: Louis Wagner, französischer Automobilrennfahrer
- 1883: Teddy Tetzlaff, US-amerikanischer Automobilrennfahrer
- 1887: Richard Gölz, deutscher Kirchenmusiker und Theologe
- 1887: Albert Paris Gütersloh, österreichischer Maler und Schriftsteller
- 1888: Hedwig Anneler, Schweizer Ethnologin und Schriftstellerin
- 1890: Cyril Asquith, Baron Asquith of Bishopstone, britischer Jurist

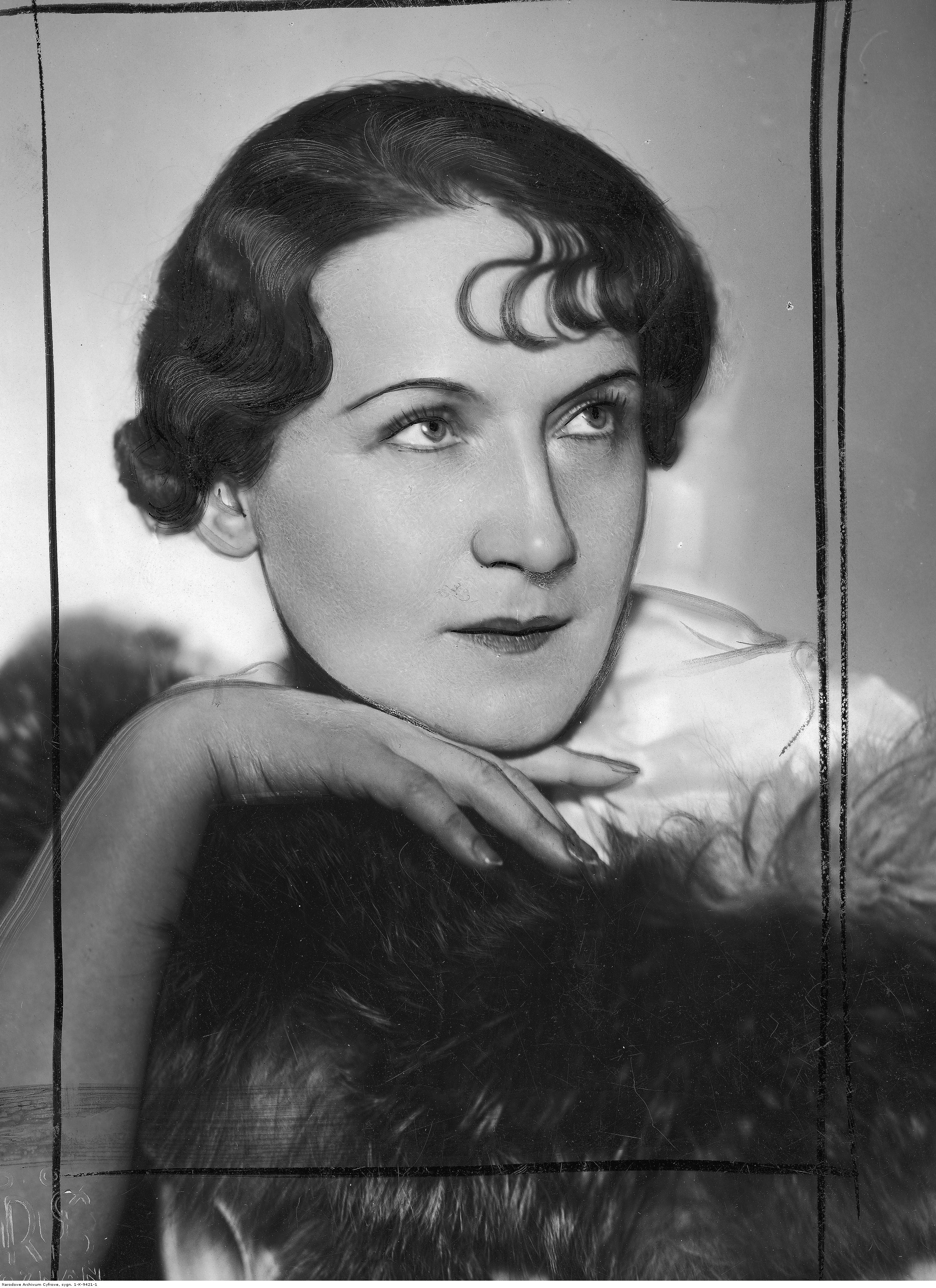
Stanisława Zawadzka (* 1890)

- 1890: Stanisława Zawadzka, polnische Opernsängerin und Gesangspädagogin
- 1891: Marc Amsler, Schweizer Professor der Augenheilkunde
- 1891: Monta Bell, US-amerikanischer Produzent, Regisseur und Drehbuchautor
- 1891: Walter Lackner, deutscher General
- 1892: Tochigiyama Moriya, japanischer Sumōringer, Yokozuna
- 1893: Alsing Andersen, dänischer Politiker
- 1893: Roman Ingarden, polnischer Philosoph
- 1894: Mario Ajmone Cat, italienischer General
- 1894: Henriette Hardenberg, deutsche Dichterin
- 1894: Frederick E. Morgan, britischer General
- 1894: William Wernigk, österreichischer Opernsänger
- 1897: Anton Graf von Arco auf Valley, deutscher Adeliger, Jurist und Attentäter
- 1897: Martin Blank, deutscher Politiker, MdB
- 1898: Ozaki Shirō, japanischer Schriftsteller
- 1898: Will Shade, US-amerikanische Jug-Band-Musiker
- 1900: Karl Blessing, deutscher Bundesbank-Präsident
- 1900: Adlai Ewing Stevenson jr., US-amerikanischer Politiker

### 20. Jahrhundert

#### 1901–1925

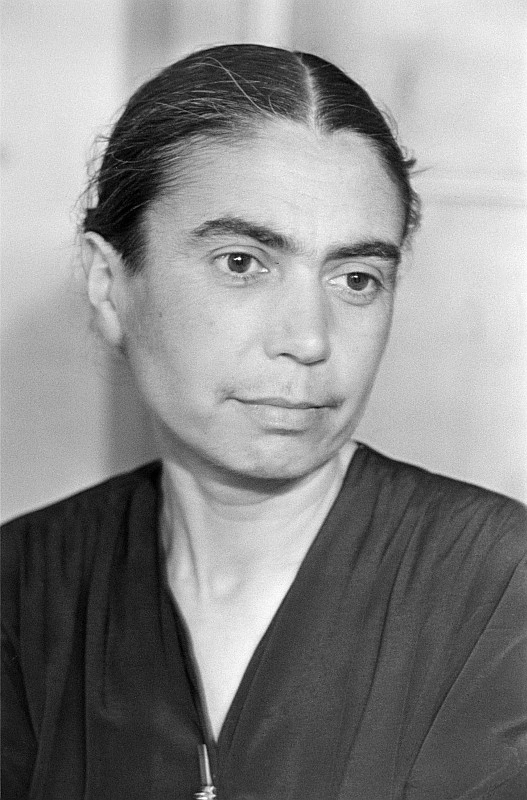
Hilde Benjamin (* 1902)

- 1902: Hilde Benjamin, deutsche Juristin, Justizministerin der DDR, Vorsitzende Richterin in Schauprozessen
- 1902: Bronisław Kaper, polnisch-US-amerikanischer Komponist
- 1902: Paul Nevermann, deutscher Jurist und Politiker, MdL, Hamburger Bürgermeister, Senator
- 1903: Fritz Everding, deutscher Maler und Grafiker
- 1903: Walter Linck, Schweizer Bildhauer
- 1903: Maekawa Samio, japanischer Lyriker
- 1903: Friedrich Karl Peltzer, deutscher Unternehmer, Gründer von Wiking-Modellbau
- 1903: Alfredo Vicente Scherer, brasilianischer Erzbischof
- 1903: Hans Venatier, deutscher Schriftsteller
- 1904: Walter Gross, deutscher Kabarettist
- 1904: Ioan Ghyka Cantacuzene, rumänischer Adeliger, Flieger und Automobilrennfahrer
- 1905: Brigitte von Arnim, deutsche Schriftstellerin
- 1905: Roger Filiatrault, kanadischer Sänger (Bariton) und Musikpädagoge
- 1905: August Haußleiter, deutscher Politiker und Journalist, MdL
- 1905: Adolfo Mejía, kolumbianischer Komponist
- 1906: John Carradine, US-amerikanischer Schauspieler
- 1906: Sara Alexandrowna Lewina, russische Komponistin
- 1907: Hans Bender, deutscher Psychologe und Professor
- 1907: Pierre Pflimlin, französischer Politiker, MdEP
- 1908: Ugo Amadoro, italienischer Filmregisseur, Regieassistent und Animationsfilmer
- 1908: Edith Ceccarelli, US-amerikanische Supercentenarian

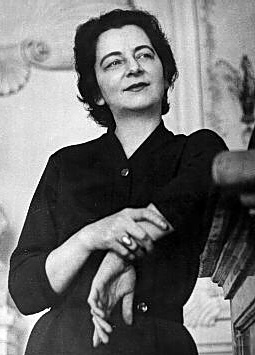
Grażyna Bacewicz (* 1909)

- 1909: Grażyna Bacewicz, polnische Komponistin
- 1909: Lode Van Dessel, belgisch-amerikanischer Komponist und Organist
- 1910: Michail Ignátieff, deutscher Musiker
- 1910: Francisco Varallo, argentinischer Fußballspieler
- 1910: Hans Werdehausen, deutscher Maler
- 1911: Wilhelm Andersen, deutscher Theologe
- 1911: Nakamura Mitsuo, japanischer Schriftsteller und Literaturkritiker
- 1912: Tex Atchison, US-amerikanischer Country-Musiker
- 1913: Ilse Arndt, jüdische Zeitzeugin der Judenverfolgung
- 1914: William S. Burroughs, US-amerikanischer Schriftsteller, Vertreter der Beat Generation und der Postmoderne

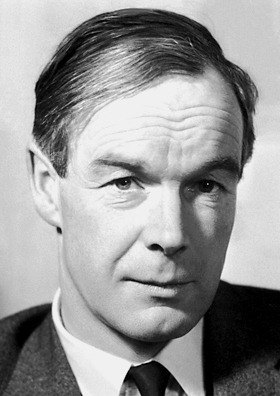
Alan Lloyd Hodgkin (* 1914)

- 1914: Alan Lloyd Hodgkin, britischer Biophysiker, Nobelpreisträger
- 1914: Silvius Magnago, deutscher Jurist und Politiker, Landeshauptmann von Südtirol
- 1914: Frank Thorolfson, kanadischer Pianist, Dirigent, Musikpädagoge und Komponist
- 1915: Robert Hofstadter, US-amerikanischer Physiker, Nobelpreisträger
- 1915: Margaret Millar, US-amerikanische Schriftstellerin
- 1916: Ugo Locatelli, italienischer Fußballspieler, Weltmeister und Olympiasieger
- 1916: Daniel Santos, puerto-ricanischer Sänger und Komponist
- 1917: Otto Edelmann, österreichischer Sänger
- 1918: Vincenzo Fagiolo, italienischer Erzbischof
- 1918: Qara Qarayev, aserbaidschanischer Komponist
- 1918: Otto Scrinzi, österreichischer Arzt, Publizist und Politiker

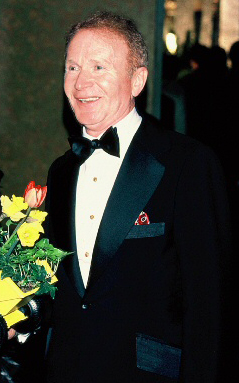
Red Buttons (* 1919)

- 1919: Red Buttons, US-amerikanischer Schauspieler und Komödiant
- 1919: Tim Holt, US-amerikanischer Filmschauspieler
- 1919: Robert R. Merhige Jr., US-amerikanischer Jurist und Bundesrichter
- 1919: Andreas Papandreou, griechischer Premierminister
- 1920: Gerhard Hoehme, deutscher Maler
- 1920: Hans Lipinsky-Gottersdorf, deutscher Schriftsteller
- 1921: Ken Adam, deutsch-britischer Szenenbildner
- 1922: Alain de Changy, belgischer Automobilrennfahrer
- 1922: Rudolf Lorenzen, deutscher Schriftsteller
- 1922: Jeanine Rueff, französische Komponistin
- 1923: Wolfango Dalla Vecchia, italienischer Komponist und Organist
- 1924: Alexander Matwejewitsch Matrossow, sowjetischer Soldat, Symbolfigur der Roten Armee
- 1924: Selma Meerbaum-Eisinger, deutschsprachige jüdische Schriftstellerin, Opfer der Shoah
- 1924: Hilde Sochor, österreichische Schauspielerin
- 1925: Zuzana Chalupová, jugoslawische Malerin und Illustratorin
- 1925: Siegfried Dornbusch, deutscher Schauspieler, Kabarettist und Synchronsprecher
- 1925ː Annelore Zückert, österreichische Skirennläuferin

#### 1926–1950
- 1926: Arthur Ochs Sulzberger, US-amerikanischer Zeitungsherausgeber
- 1926: Christa Williams, deutsche Schlagersängerin
- 1927: Jean Hamilius, luxemburgischer Politiker und Leichtathlet
- 1927: Hans-Jürgen Imiela, deutscher Kunsthistoriker
- 1927: Gerhard Klarner, deutscher Nachrichtensprecher
- 1927: Ewald Schmeken, deutscher Historiker und Soziologe
- 1928: Ron Cooper, britischer Boxer
- 1928: Ernst Eisenmann, deutscher Gewerkschafter
- 1928: Bruno Krupp, deutscher Politiker
- 1928: Askold Murow, russisch-sowjetischer Komponist
- 1928: Heddo Schulenburg, deutscher Schauspieler
- 1929: Hal Blaine, US-amerikanischer Musiker
- 1929: Luc Ferrari, französischer Komponist, Klangkünstler und Hörspielmacher
- 1929: Wieland Schmied, österreichischer Essayist und Literaturwissenschaftler
- 1929: Fred Sinowatz, österreichischer Bundeskanzler
- 1930: Josef Ludwig Holub, tschechischer Botaniker
- 1930: Kalina Jędrusik, polnische Sängerin und Schauspielerin
- 1930: Dorothea Kobs-Lehmann, deutsche Künstlerin
- 1930: Ebbe Kops, dänischer Boxer
- 1930: Horst Schad, deutscher Fußball- und Tennisspieler
- 1930: Alfred Söllner, deutscher Rechtswissenschaftler, Richter des Bundesverfassungsgerichts

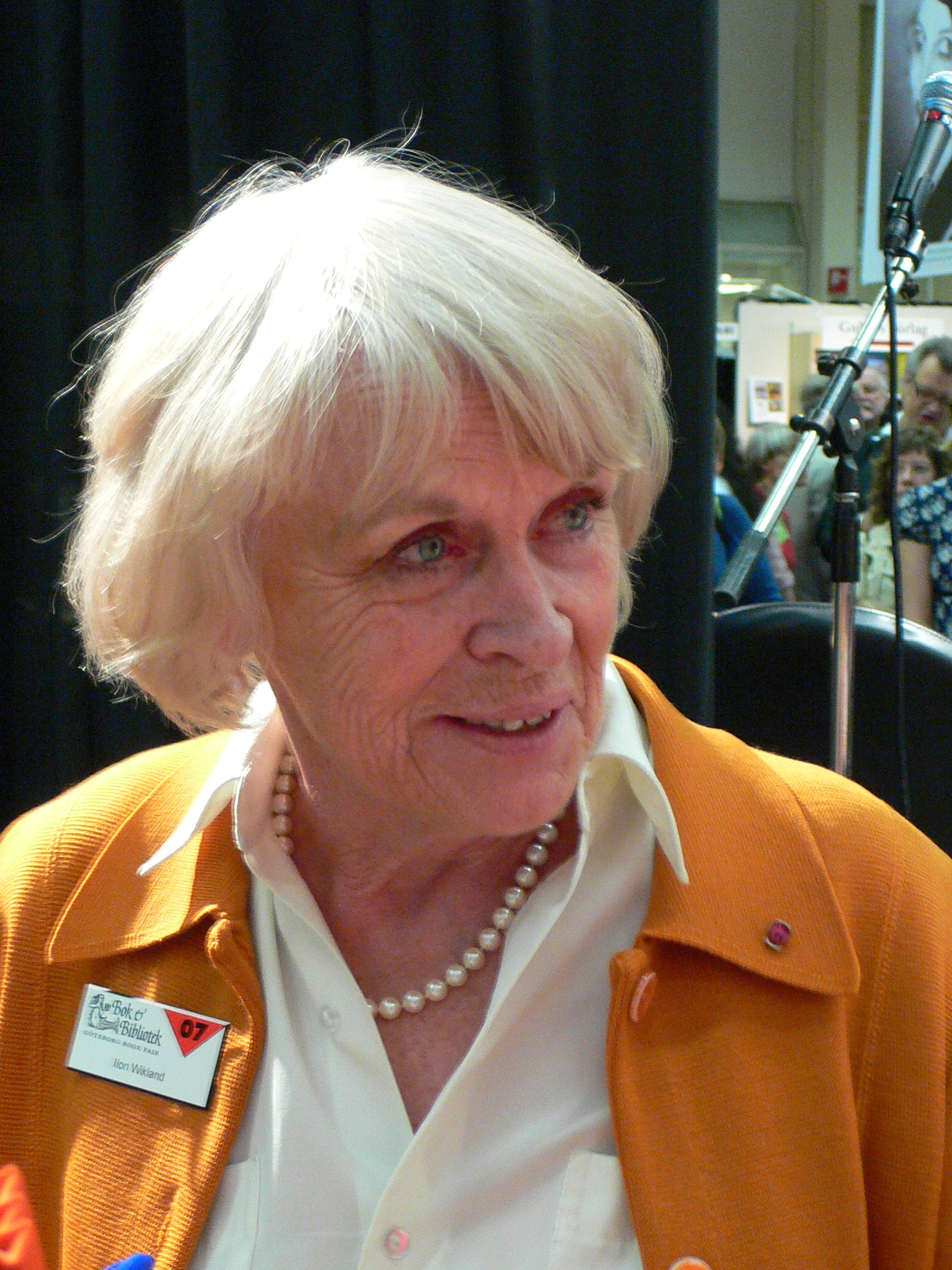
Ilon Wikland (* 1930)

- 1930: Ilon Wikland, schwedische Kinderbuch-Illustratorin
- 1932: Cesare Maldini, italienischer Fußballspieler und -trainer
- 1932: Shūji Takashina, japanischer Kunsthistoriker
- 1932: Uwe Timm, deutscher Autor und Verleger
- 1933: Jack Aspinwall, britischer Politiker
- 1933: Claude King, US-amerikanischer Country-Sänger
- 1933: Miloš Milutinović, jugoslawischer Fußballspieler und -trainer
- 1934: Henry Louis Aaron, US-amerikanischer Baseballspieler
- 1935: Max Deubel, deutscher Motorradrennfahrer
- 1935: Jack Findlay, australischer Motorradrennfahrer
- 1935: Roger-Claude Guignard, Schweizer Regattasegler
- 1935: Alex Harvey, britischer Sänger und Songschreiber
- 1935: Siegfried Kessler, deutsch-französischer Pianist, Komponist und Flötist
- 1935: Peter Knauer, deutscher Theologe, Jesuit
- 1935: Sandra Paretti, deutsche Schriftstellerin

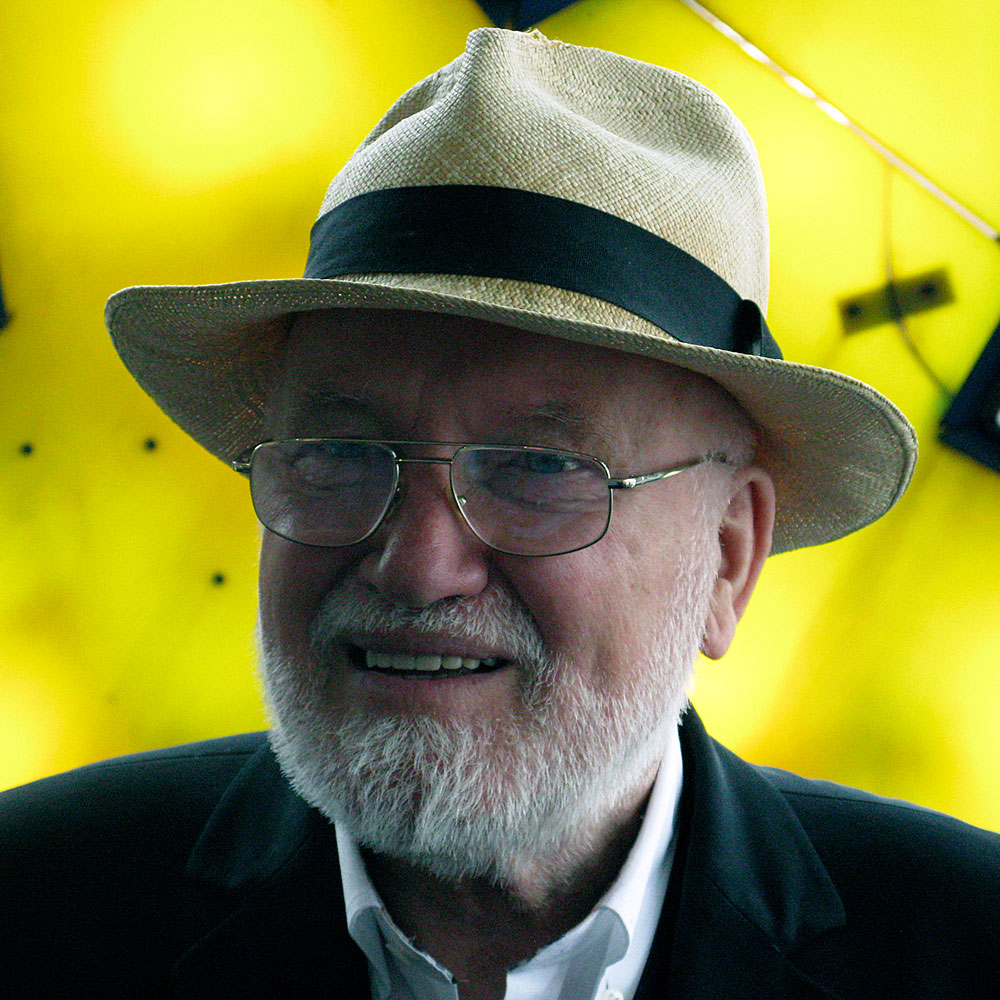
Horst Fascher (* 1936)

- 1936: Horst Fascher, deutscher Manager und Musikpromoter, Mitbegründer des Hamburger Star-Clubs
- 1936: Norma Thrower, australische Leichtathletin
- 1937: Joachim Schmettau, deutscher Bildhauer
- 1937: Rolf Seelmann-Eggebert, deutscher Fernsehjournalist und Adelsexperte
- 1938: Ortrud Beginnen, deutsche Schauspielerin
- 1938: Ed Doemland, US-amerikanischer Komponist, Organist, Jazzpianist und Perkussionist
- 1938: John Guare, US-amerikanischer Bühnenautor
- 1938: Fritz Kramer, deutscher Politiker
- 1938: Fritz Widmer, Schweizer Liedermacher und Schriftsteller
- 1939: Robert Antretter, deutscher Politiker, MdB
- 1939: Milton Cruz, dominikanischer Pianist
- 1939: Evžen Zámečník, tschechischer Komponist und Professor
- 1940: HR Giger, Schweizer bildender Künstler und Maler, Oscarpreisträger
- 1941: Barrett Strong, US-amerikanischer Songwriter und Sänger
- 1941: Kaspar Villiger, Schweizer Bundesrat
- 1941: Gareth Wyn Williams, britischer Lord und Politiker
- 1942: William R. Ferris, US-amerikanischer Autor und Wissenschaftler
- 1942: Otto Fräßdorf, deutscher Fußballspieler
- 1942: Manfred Munzert, deutscher Pflanzenbauwissenschaftler
- 1943: Nolan Bushnell, US-amerikanischer Computerpionier
- 1943: Ernst Hinsken, deutscher Politiker, MdB
- 1943: Charles Janeway, US-amerikanischer Immunologe und Professor

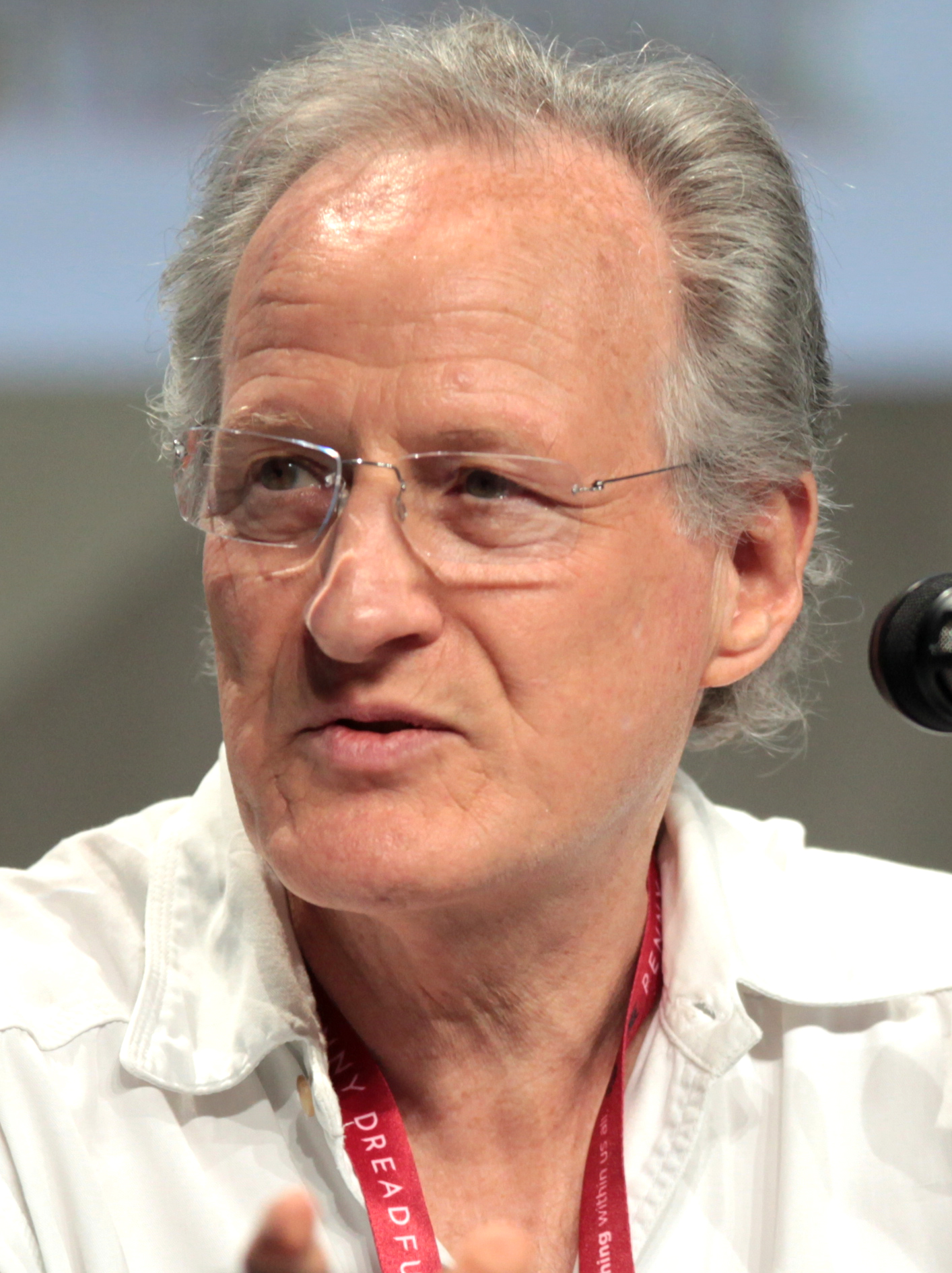
Michael Mann (* 1943)

- 1943: Michael Mann, US-amerikanischer Filmregisseur
- 1943: Craig Morton, US-amerikanischer American-Football-Spieler
- 1943: Ivan Tcherepnin, US-amerikanischer Komponist, Dirigent und Musikpädagoge
- 1944: Meinhard Ade, deutscher Verwaltungsjurist
- 1944: Al Kooper, US-amerikanischer Rockmusiker, Sänger, Songschreiber und Produzent
- 1944: Bill Mays, US-amerikanischer Jazzpianist
- 1944: Götz Werner, deutscher Unternehmer, Gründer von dm-drogerie markt
- 1944: Thekla Carola Wied, deutsche Schauspielerin
- 1945: Mino Denti, italienischer Radrennfahrer
- 1946: Robert Atkins, britischer Politiker
- 1946: Boris Bukowski, österreichischer Musiker
- 1946: Mauro Pagani, italienischer Cantautore, Multiinstrumentalist und Komponist

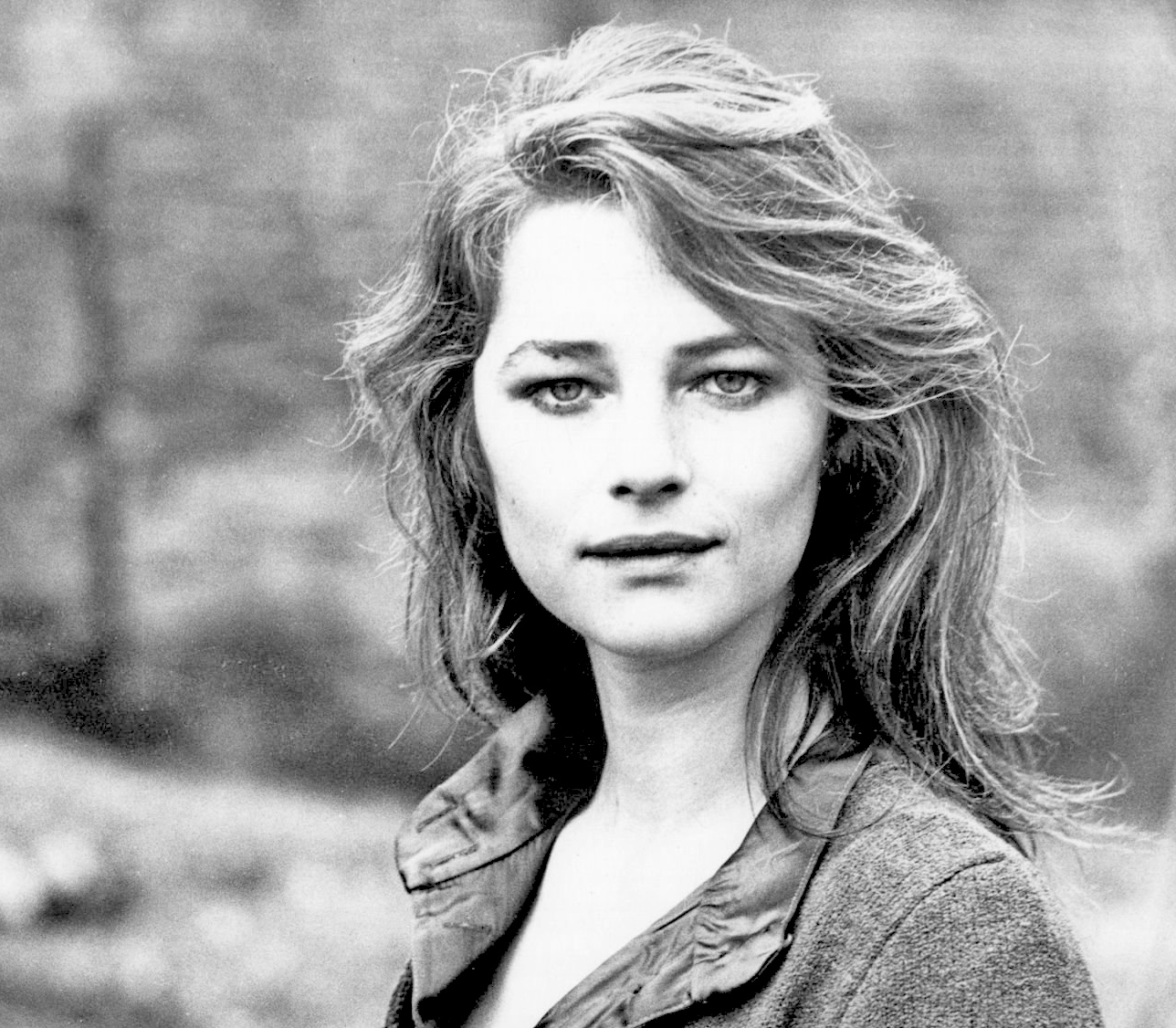
Charlotte Rampling (* 1946)

- 1946: Charlotte Rampling, britische Schauspielerin
- 1947: Eduardo Antunes Coimbra, brasilianischer Fußballspieler und -trainer
- 1947: Chris Biscoe, britischer Jazzsaxophonist, -klarinettist und -flötist

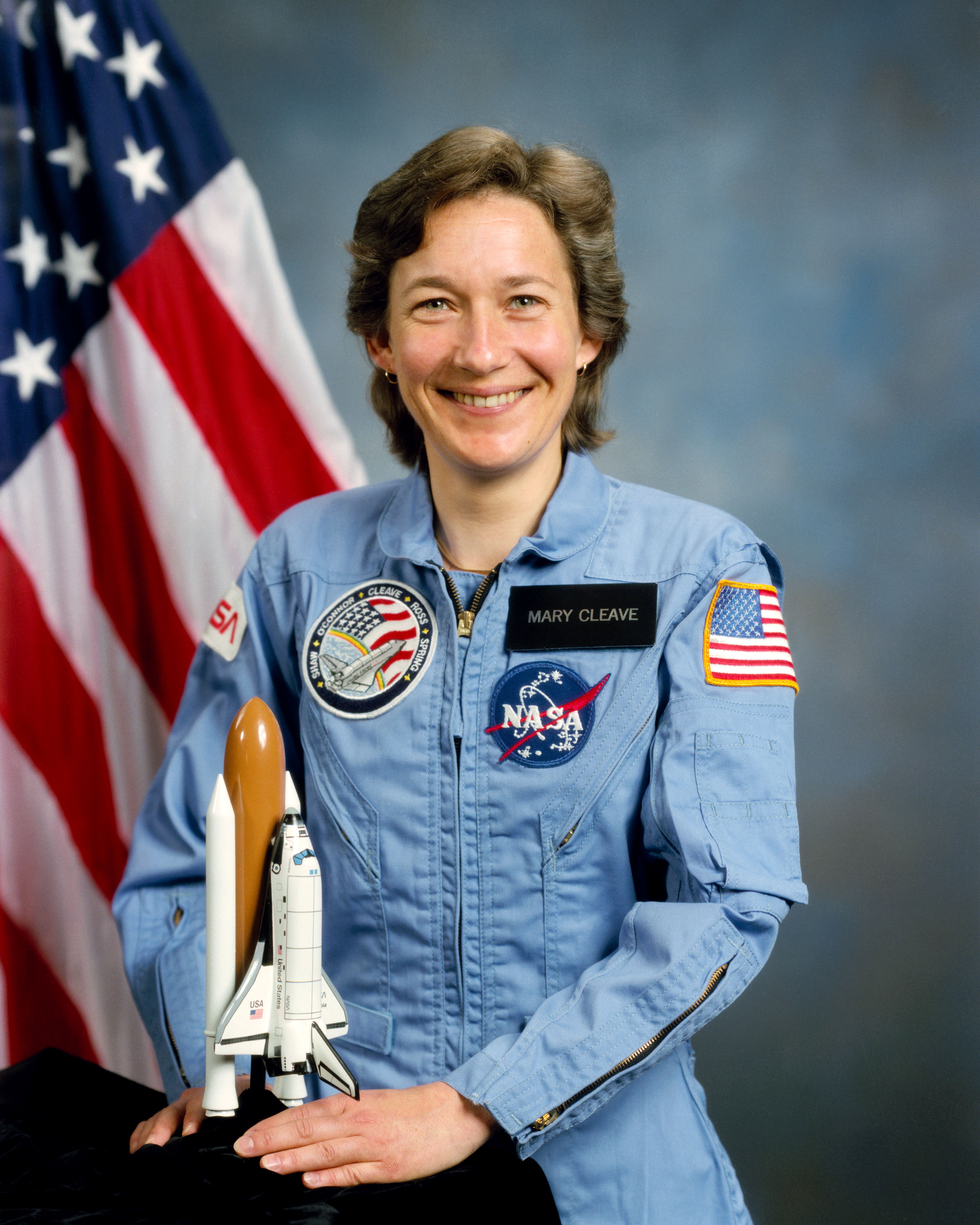
Mary Cleave (* 1947)

- 1947: Mary Louise Cleave, US-amerikanische Astronautin
- 1947: Jenny Gröllmann, deutsche Schauspielerin

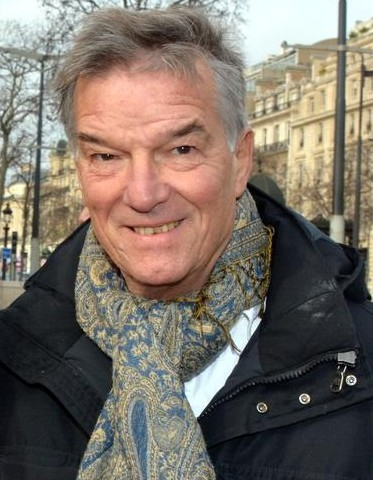
Benoît Jacquot (* 1947)

- 1947: Benoît Jacquot, französischer Drehbuchautor und Filmregisseur
- 1947: Ricardo Lindo Fuentes, salvadorianischer Lyriker, Erzähler, Dramatiker und Essayist
- 1948: Sven-Göran Eriksson, schwedischer Fußballtrainer
- 1948: Christopher Guest, US-amerikanischer Schauspieler
- 1948: Barbara Hershey, US-amerikanische Schauspielerin
- 1948: Klaus-Peter Pleßow, deutscher Schauspieler
- 1948: Heikki Toivanen, finnischer Opernsänger
- 1949: Igor Achba, abchasischer Politiker und Diplomat
- 1949: Nuala Ahern, irische Politikerin
- 1949: Kurt Beck, deutscher Politiker, MdL, Ministerpräsident, Parteivorsitzender, Vorsitzender der Friedrich-Ebert-Stiftung
- 1949: Bernard Grobot, französischer Autorennfahrer
- 1949: Heidi Handorf, deutsche Filmeditorin
- 1950: Franz Schausberger, österreichischer Politiker

#### 1951–1975
- 1951: Helmut Spanner, deutscher Autor von Kinder- und Bilderbüchern
- 1952: Daniel Balavoine, französischer Sänger
- 1952: Nora Schattauer, deutsche Malerin und Zeichnerin
- 1953: Freddie Aguilar, philippinischer Folk-Rockmusiker und Songschreiber
- 1953: Peter Arntz, niederländischer Fußballspieler
- 1953: Gerhard Oppitz, deutscher Pianist

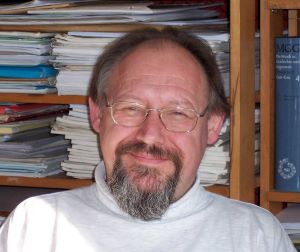
Xaver Paul Thoma (* 1953)

- 1953: Xaver Paul Thoma, deutscher Komponist für Neue Musik
- 1954: Stefan Jedele, deutscher Fernsehproduzent
- 1954: Cliff Martinez, US-amerikanischer Filmkomponist
- 1954: Robert Walter McElroy, US-amerikanischer Kardinal, Bischof von San Diego
- 1954: Hans-Jürgen Orthmann, deutscher Sportler
- 1954: Matthias Spindler, deutscher Journalist und Historiker
- 1954: Christian Wulffen, deutscher Künstler
- 1955: Luigi Archetti, italienischer Künstler und Musiker
- 1955: Mangetsu Hanamura, japanischer Schriftsteller
- 1955: Władysław Kustra, polnischer Volleyballspieler
- 1955: Paul Locherer, baden-württembergischer Politiker
- 1955: Markus Ryffel, Schweizer Sportler
- 1956: Vytautas Andriulaitis, litauischer Fernschachspieler
- 1956: Vinnie Colaiuta, US-amerikanischer Schlagzeuger
- 1956: Hans Forster, deutscher Politiker
- 1956: Elke Martens, deutsche Schlagersängerin, Texterin, Schauspielerin und Moderatorin
- 1956: Héctor Rebaque, mexikanischer Automobilrennfahrer
- 1957: Silke Hinrichsen, deutsche Politikerin
- 1957: Jüri Tamm, estnischer Hammerwerfer und Politiker
- 1958: Rudi Dolezal, österreichischer Filmproduzent und Regisseur
- 1958: Kenneth Holm, schwedischer Rennrodler
- 1958: Frank Pagelsdorf, deutscher Fußballspieler und -trainer
- 1959: Jennifer Granholm, Gouverneurin des US-Bundesstaats Michigan
- 1961: Dietmar Bär, deutscher Schauspieler
- 1962: Jennifer Jason Leigh, US-amerikanische Schauspielerin
- 1962: Axel Krippschock, deutscher Leichtathlet
- 1964: David Gilmore, US-amerikanischer Jazzmusiker

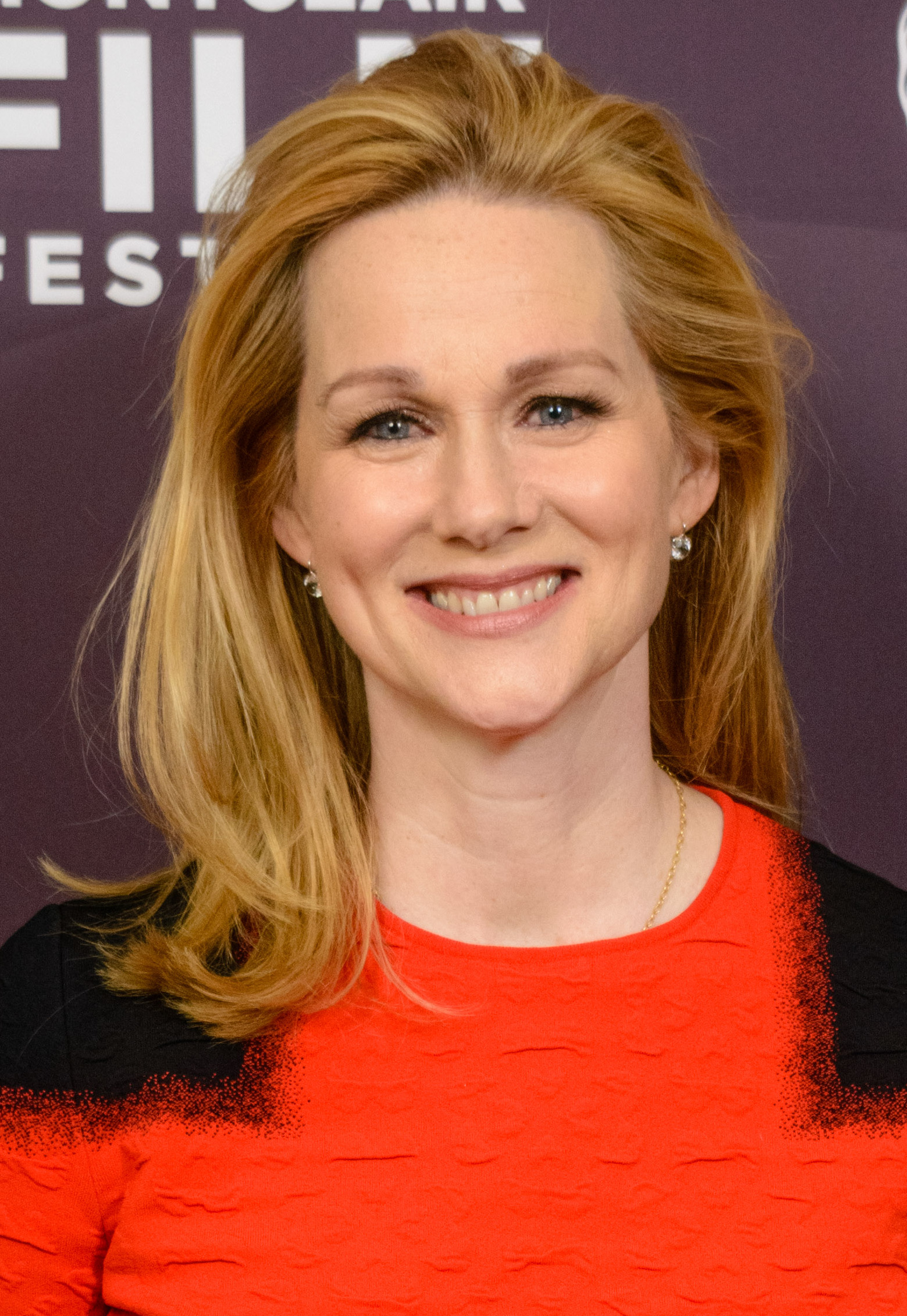
Laura Linney (* 1964)

- 1964: Laura Linney, US-amerikanische Schauspielerin
- 1964: Duff McKagan, US-amerikanischer Musiker (Guns N’ Roses)
- 1964: Piotr Trzaskalski, polnischer Filmregisseur
- 1964: Bernhard van Treeck, deutscher Buchautor
- 1965: Gheorghe Hagi, rumänischer Fußballspieler
- 1965: Lawrence Iquaibom, nigerianischer Gewichtheber
- 1966: Soner Arıca, türkischer Popmusiker
- 1966: Jonathan Morgan, US-amerikanischer Pornofilmregisseur und Produzent
- 1966: Rok Petrovič, slowenischer Skirennläufer
- 1966: Marc Prill, deutscher Kameramann
- 1966: Cheryl Shepard, US-amerikanische Schauspielerin
- 1966: Vivian Wu, chinesische Schauspielerin
- 1968: Mevlüt Çavuşoğlu, türkischer Politiker und Außenminister
- 1968: Marcus Grönholm, finnischer Rallyefahrer
- 1968: Henrik Hedman, schwedischer Unternehmer und Autorennfahrer
- 1968: Ahne, deutscher Schriftsteller und Lesebühnenautor
- 1969: Bobby Brown, US-amerikanischer Musiker
- 1969: Karsten Schwanke, deutscher Fernsehmoderator

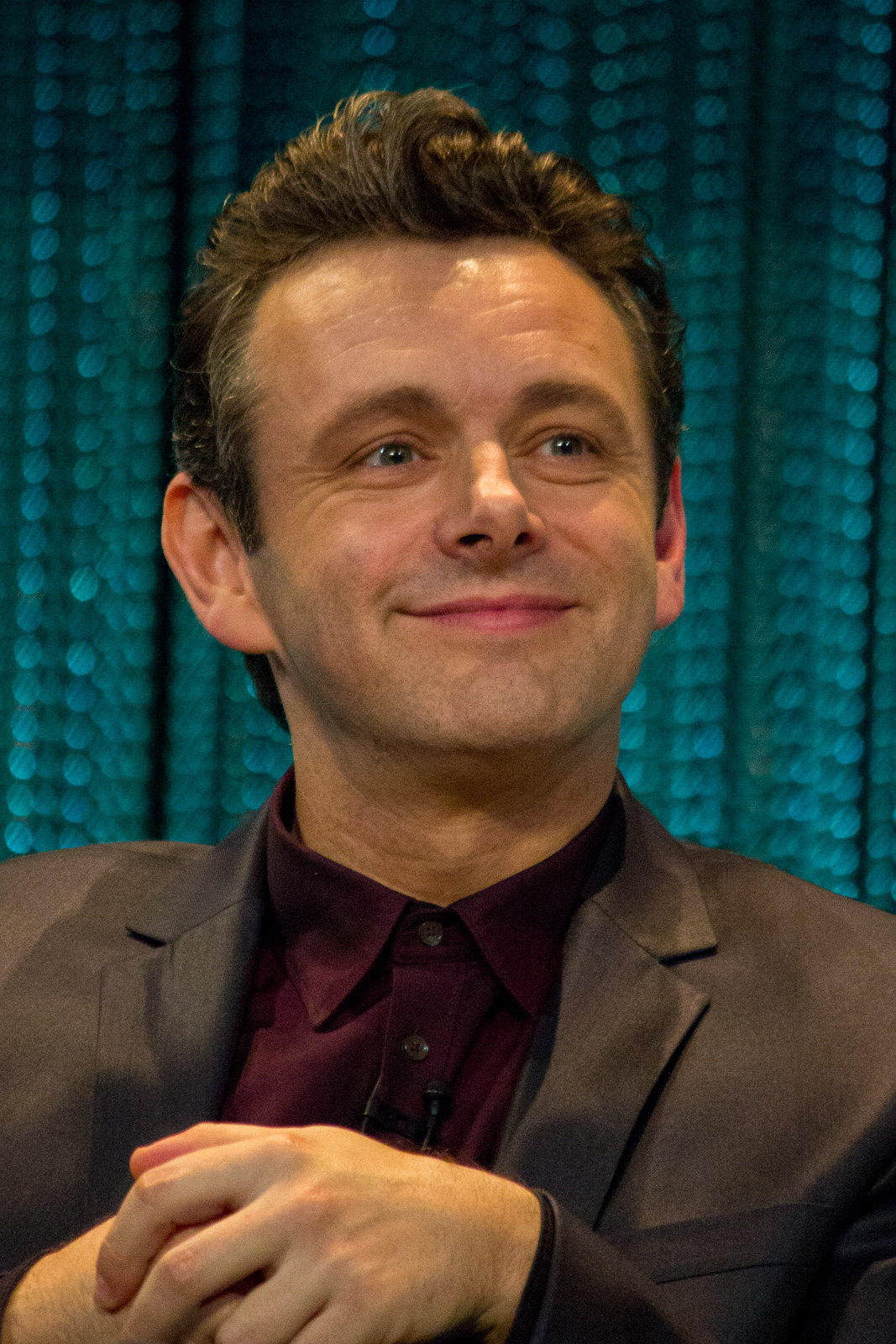
Michael Sheen (* 1969)

- 1969: Michael Sheen, walisischer Schauspieler
- 1970: Astrid Kumbernuss, deutsche Leichtathletin, Olympiasiegerin
- 1971: Sara Evans, US-amerikanische Country-Sängerin

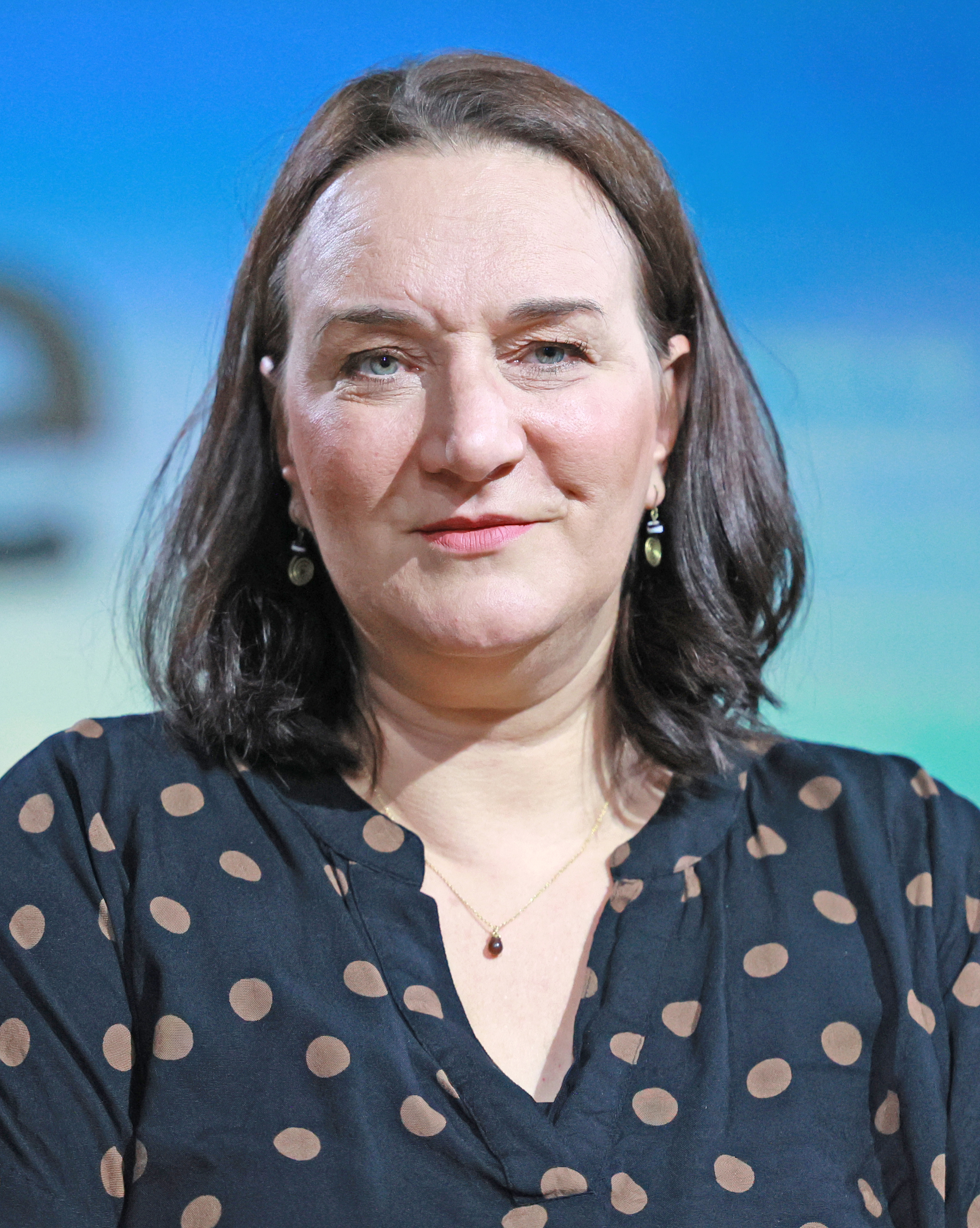
Terézia Mora (* 1971)

- 1971: Terézia Mora, ungarische Schriftstellerin, Drehbuchautorin und Übersetzerin
- 1972: Marc Bernhard, deutscher Jurist und Politiker
- 1972: Jann Billeter, Schweizer Moderator
- 1972: Reto Finger, Schweizer Dramatiker
- 1972: Nicole Humbert, deutsche Leichtathletin
- 1972: Mary, Königin von Dänemark
- 1974: Nadine Ernsting-Krienke, deutsche Feldhockeyspielerin
- 1975: Giovanni van Bronckhorst, niederländischer Fußballspieler
- 1975: Mathieu Delarive, französischer Schauspieler
- 1975: Michael Jensen, dänischer Autorennfahrer
- 1975: Annika Walter, deutsche Wasserspringerin

#### 1976–2000
- 1976: Altan Aksoy, türkischer Fußballspieler
- 1976: John Aloisi, australischer Fußballspieler
- 1976: Gökhan Arslan, türkischer Kickboxer

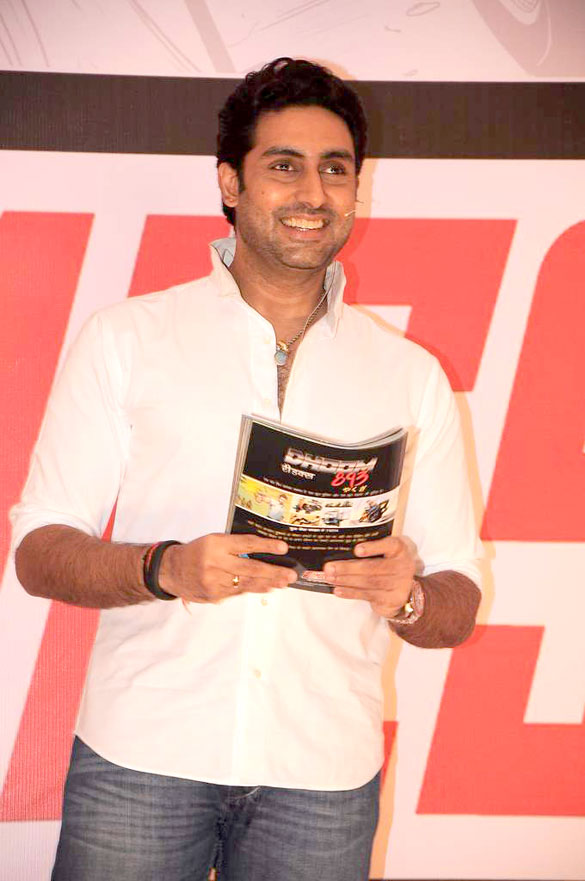
Abhishek Bachchan (* 1976)

- 1976: Abhishek Bachchan, indischer Schauspieler
- 1976: Andrea Bunjes, deutsche Hammerwerferin
- 1976: Katrin Filzen, deutsche Schauspielerin
- 1977: Ben Ainslie, englischer Segler
- 1977: Dane Šijan, serbischer Handballspieler
- 1979: Mirko Hrgović, bosnischer Fußballspieler
- 1980: Meike Droste, deutsche Schauspielerin
- 1980: Kai Schoppitsch, österreichischer Fußballspieler
- 1980: Sayed Tahir Shah, afghanischer Fußballspieler
- 1981: Loukas Vyntra, griechischer Fußballspieler
- 1981: Nora Zehetner, US-amerikanische Schauspielerin
- 1982: Deidra Dionne, kanadische Freestyle-Skierin
- 1982: Nicolas Gilsoul, belgischer Rallyebeifahrer
- 1982: Rodrigo Palacio, argentinischer Fußballspieler
- 1982: Christoph Schubert, deutscher Eishockeyspieler
- 1983: Flo Ankah, französische Schauspielerin und Filmemacherin
- 1983: Anja Hammerseng-Edin, norwegische Handballspielerin
- 1984: Edgaras Česnauskis, litauischer Fußballspieler
- 1984: Michael Nell, kanadischer Skispringer
- 1984: Carlos Tévez, argentinischer Fußballspieler
- 1984: Ji Wei, chinesischer Hürdenläufer
- 1985: Cristiano Ronaldo, portugiesischer Fußballspieler
- 1986: Andreas Beck, deutscher Tennisspieler
- 1986: Vedran Ćorluka, kroatischer Fußballspieler
- 1986: Macall Harkins, US-amerikanische Tennisspielerin
- 1986: Roger Kluge, deutscher Radrennfahrer
- 1987: Darren Criss, US-amerikanischer Schauspieler und Sänger
- 1987: Chinedu Ede, deutscher Fußballspieler
- 1987: Olli Pekkala, finnischer Skispringer
- 1987: Aigerim Seilova, kasachisch-deutsche Komponistin und Medienkünstlerin
- 1988: Natalie Geisenberger, deutsche Rodlerin, Olympiasiegerin
- 1989: Joakim Andersson, schwedischer Eishockeyspieler
- 1989: Kadir Atkın, türkischer Fußballspieler

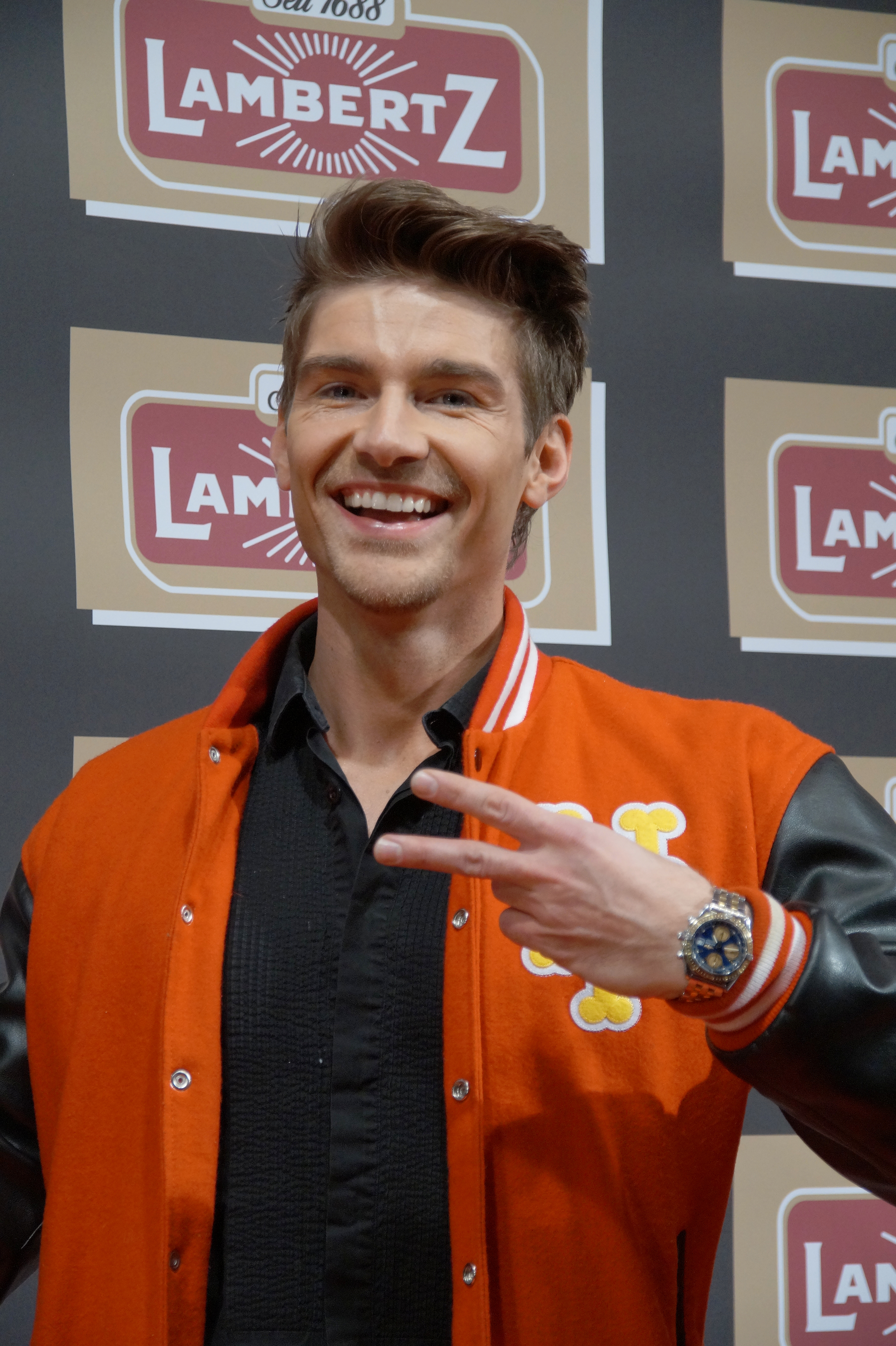
Jeremy Fragrance (* 1989)

- 1989: Jeremy Fragrance, deutscher Unternehmer, Webvideoproduzent und Influencer
- 1989: Robin Himmelmann, deutscher Fußballtorwart
- 1989: Christina Klug, österreichische Sängerin
- 1989: Jeremy Sumpter, US-amerikanischer Schauspieler
- 1990: Dmitri Andreikin, russischer Schachmeister
- 1990: Ásta Guðrún Helgadóttir, isländische Politikerin
- 1990: Anthony Ingruber, kanadischer Schauspieler
- 1990: Lukas Rehm, deutscher Politiker
- 1991: Franka Anić, slowenische Taekwondoin
- 1991: Nabil Bahoui, schwedischer Fußballspieler
- 1991: Henriette Confurius, deutsch-niederländische Schauspielerin
- 1991: Terrence Ross, US-amerikanischer Basketballspieler
- 1992: Stefan de Vrij, niederländischer Fußballspieler
- 1992: Neymar, brasilianischer Fußballspieler
- 1992: Elmira Sysdykowa, kasachische Ringerin

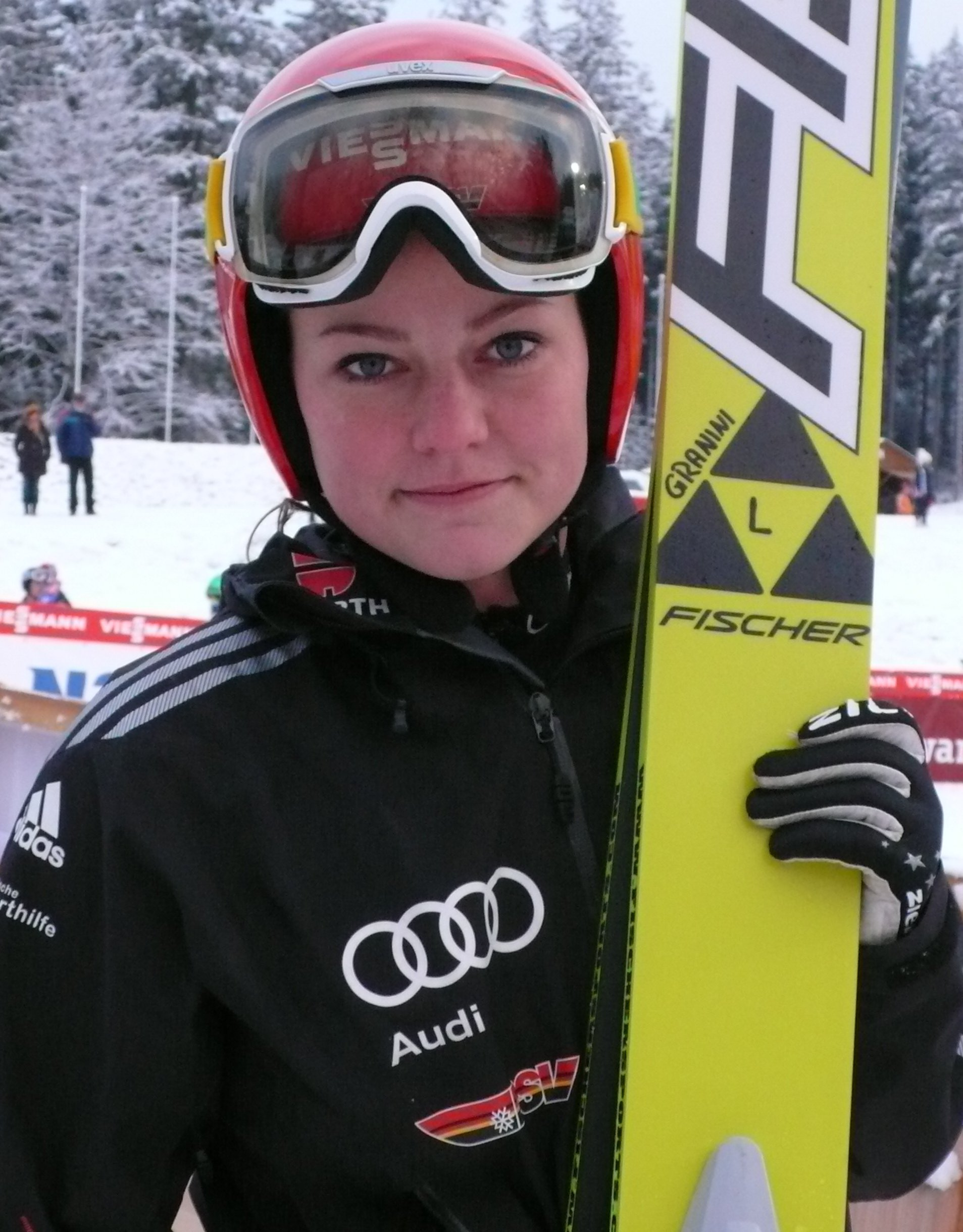
Carina Vogt (* 1992)

- 1992: Carina Vogt, deutsche Skispringerin, Olympiasiegerin
- 1993: Anastassija Sergejewna Woinowa, russische Radrennfahrerin
- 1994: Moritz Krieter, deutscher Handballspieler
- 1994: Francesco Lamon, italienischer Radrennfahrer
- 1995: Adnan Januzaj, belgischer Fußballspieler
- 1995: Yin Chengxin, chinesische Synchronschwimmerin
- 1996: Stina Blackstenius, schwedische Fußballspielerin
- 1997: Françoise Abanda, kanadische Tennisspielerin
- 1997: Delphine Cascarino, französische Fußballspielerin
- 1997: Patrick Roberts, englischer Fußballspieler
- 1998: Jascha Baum, deutscher Schauspieler
- 1999: Ash Kigbu, englischer Fußballspieler
- 1999: Nick Lehmann, deutscher Handballspieler
- 2000: Tomáš Ostrák, tschechischer Fußballspieler

### 21. Jahrhundert

#### 2001–2050
- 2001: Oscar Schönfelder, deutscher Fußballspieler
- 2002: Davis Cleveland, US-amerikanischer ehemaliger Kinderdarsteller

## Gestorben

### Vor dem 17. Jahrhundert
- 0518: Alcimus Ecdicius Avitus, Bischof von Vienne und Heiliger der katholischen Kirche
- 0970: Polyeuktos, Patriarch von Konstantinopel und orthodoxer Heiliger
- 0985: Hildegard von Stein, bayrische Adlige
- 1006: Albuin, Heiliger und Bischof von Brixen
- 1015: Adelheid von Vilich, Heilige und erste Äbtissin von Vilich (heute zu Bonn)
- 1017: Sancho García, Graf von Kastilien
- 1023: Sitt al-Mulk, Regentin der Fatimiden
- 1085: Friedrich III. von Goseck, Sohn des Pfalzgrafen von Sachsen
- 1157: Konrad I., Graf von Wettin, Markgraf von Meißen und der Lausitz
- 1211: Florentius von der Lippe, Abt von Marienfeld
- 1311: Henry de Lacy, 3. Earl of Lincoln, englischer Magnat, Diplomat und Feldherr
- 1326: Ralph de Cobham, englischer Adliger und Militär
- 1326: Heinrich von Helfenberg, Bischof von Lavant und Gurk
- 1471: Nicolaus Pistoris, deutscher Mediziner und Bürgermeister von Leipzig
- 1509: Michael Hildebrand, Erzbischof von Riga
- 1520: Eberhard von Rentelen, Lübecker Ratsherr
- 1578: Giovan Battista Moroni, italienischer Renaissancemaler
- 1579: Helena von Pfalz-Simmern, Gräfin von Hanau-Münzenberg
- 1597: Paul Miki, japanischer katholischer Missionar und Märtyrer

### 17. und 18. Jahrhundert
- 1622: Martin Behm, deutscher Schriftsteller und Verfasser von Kirchenliedern
- 1635: Joos de Momper, flämischer Maler
- 1638: Hans Wilhelm von Boxberg, deutscher Kaufmann und Bergbauunternehmer
- 1639: Augusta, Herzogin von Schleswig-Holstein-Gottorf
- 1643: Johannes Steuber, deutscher Hebraist und Theologe

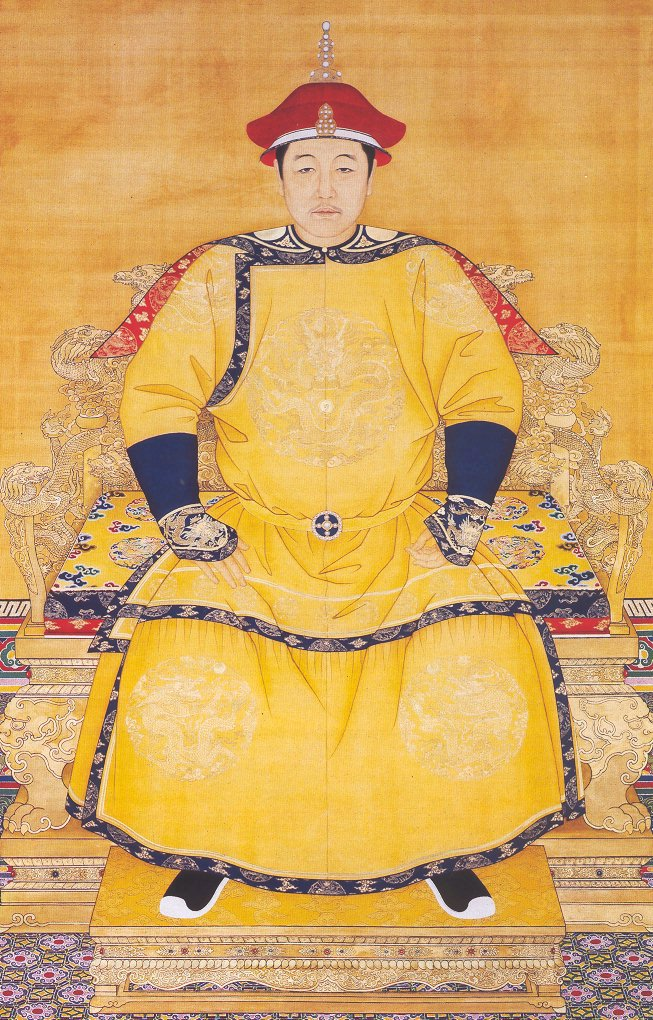
Shunzhi († 1661)

- 1661: Shunzhi, chinesischer Kaiser (Qing-Dynastie)
- 1664: Christen Aagaard, dänischer Dichter
- 1679: Joost van den Vondel, niederländischer Dichter und Stückeschreiber
- 1694: Leopold Wilhelm von Königsegg-Rothenfels, Reichsvizekanzler des Heiligen Römischen Reiches
- 1702: Johann Gotthard Böckel, deutscher Rechtswissenschaftler
- 1705: Olof Bromelius, schwedischer Botaniker und Arzt
- 1705: Jean Gilles, französischer Komponist
- 1705: Philipp Jacob Spener, deutscher evangelischer Theologe
- 1711: Wolfgang von Schmettau, kurbrandenburgischer Minister und Gesandter
- 1717: Anna Maria Wagemann, Opfer der Hexenverfolgung in Fürfeld
- 1718: Elisabeth Johanna von Pfalz-Veldenz, Wild- und Rheingräfin zu Salm-Kyrburg
- 1718: Adrianus Reland, niederländischer Orientalist
- 1722: Eleonore d’Olbreuse, Herzogin von Braunschweig-Lüneburg-Celle
- 1722: Christian Michael Stever, deutscher Jurist und Bürgermeister von Rostock
- 1723: Johann Daniel Herrnschmidt, deutscher lutherischer Theologe
- 1724: Mary Cowper, englische Hofdame und Tagebuchschreiberin
- 1725: Georg Haase, deutscher Baumeister und Maurer
- 1725: Johannes Sperlette, französischer Philosoph
- 1725: Christoph Weigel der Ältere, deutscher Kupferstecher, Kunsthändler und Verleger
- 1727: Luka Mislej, slowenischer Steinmetz und Bildhauer
- 1729: Sébastien Truchet, französischer Priester, Mathematiker, Physiker und Typograph
- 1744: Hermann Friedrich Teichmeyer, deutscher Mediziner
- 1745: Anna Luise Föhse, Fürstin von Anhalt-Dessau
- 1750: Adolph Friedrich Hamberger, deutscher Mediziner
- 1754: Nicolaus Samuelis Cruquius, niederländischer Wasserbauingenieur und Kartograf
- 1758: Ferdinand Julius von Troyer, Fürstbischof von Olmütz
- 1760: Agustín Ahumada y Villalón, spanischer Offizier, Kolonialverwalter und Vizekönig von Neuspanien
- 1765: Mir Jafar, Nawab von Bengal unter dem Einfluss der britischen Ostindien-Kompanie
- 1766: Leopold Joseph von Daun, österreichischer Feldherr im Siebenjährigen Krieg
- 1768: Karl von Arberg, deutscher Offizier
- 1769: Johann Balthasar Bernhold, deutscher evangelischer Geistlicher und Hochschullehrer
- 1775: Eusebius Amort, katholischer Theologe
- 1790: William Cullen, schottischer Mediziner und Chemiker
- 1795: Philippe-Auguste de Sainte-Foy, französischer Schriftsteller

### 19. Jahrhundert
- 1804: Christian Joseph Jagemann, deutscher Hofrat und Bibliothekar
- 1807: Pasquale Paoli, korsischer Revolutionär und Widerstandskämpfer
- 1818: Karl XIII., König von Schweden und König von Norwegen
- 1818: Alois von Reding, Schweizer Politiker und Militär
- 1820: Tadeusz Brzozowski, Ordensgeneral der Societas Jesu
- 1820: William Ellery, Unterzeichner der Unabhängigkeitserklärung der USA

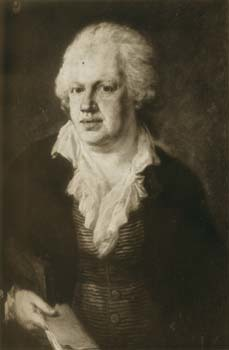
Joseph Marius von Babo († 1822)

- 1822: Joseph Marius von Babo, deutscher Schriftsteller
- 1822: Tepedelenli Ali Pascha, osmanischer Pascha, beherrschte große Teile Albaniens und Griechenlands
- 1831: Henry Foster, britischer Marineoffizier, Geowissenschaftler und Leiter von Arktis- und Antarktis-Expeditionen
- 1850: Friedrich Knie, Begründer der Zirkusdynastie Knie
- 1859: Ernst August von Beust, preußischer Geologe
- 1861: Pierre Bosquet, französischer General, Marschall von Frankreich
- 1862: Ignaz Franz Castelli, österreichischer Dichter und Dramatiker
- 1865ː Josephine Scheffel, deutsche Autorin und Salonnière
- 1867: Serafín Estébanez Calderón, spanischer Schriftsteller
- 1870: Johann Joachim Friedrich Torkuhl, Bürgermeister von Lübeck
- 1871: Jean-Jacques-Caton Chenevière, Schweizer evangelischer Geistlicher und Hochschullehrer
- 1874: Moriz Haupt, deutscher klassischer Philologe und Germanist
- 1879: Pierre Montée, französischer Literaturwissenschaftler
- 1880: Adolph E. Borie, US-amerikanischer Politiker, Diplomat, Marineminister
- 1881: Thomas Carlyle, schottischer Essayist und Historiker
- 1882: Ludwig von Aretin, deutscher Politiker
- 1884ː Maria Anna von Portugal, Prinzessin von Braganza und Sachsen-Coburg und Gotha, Infantin von Portugal
- 1889: Ole Jacob Broch, norwegischer Mathematiker und Politiker
- 1889: Jean Gaberel, Schweizer evangelischer Geistlicher und Hochschullehrer
- 1892: Emilie Flygare-Carlén, schwedische Schriftstellerin
- 1897: Wilhelm von Ahlefeldt, Gutsherr des Adligen Gutes Treuholz und Propst des Klosters Uetersen

### 20. Jahrhundert

#### 1901–1950
- 1903: Henry L. Dawes, US-amerikanischer Politiker
- 1903: Joseph Fugger von Glött, deutscher Offizier und Kolonialbeamter
- 1903: Alberto Giovannini, italienischer Komponist und Musikpädagoge
- 1907: Josef Mauracher, österreichischer Orgelbauer

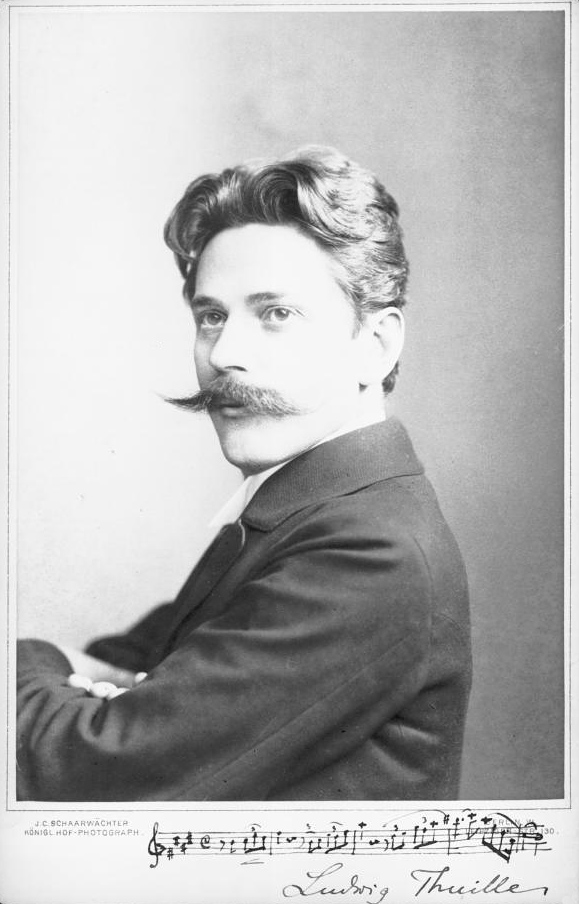
Ludwig Thuille († 1907)

- 1907: Ludwig Thuille, österreichischer Komponist
- 1910: Louis Evans Atkinson, US-amerikanischer Politiker
- 1915: Louis Baur, Schweizer Kaufmann und Handelsagent
- 1916ː Alaisa Paschkewitsch, belarussische Dichterin und Autorin
- 1917: Friedrich Hahn, deutscher Geograph
- 1918: Augustin Warlo, deutscher Landmesser und Mitglied des Reichstags
- 1919: Wassili Wassiljewitsch Rosanow, russischer Philosoph
- 1922: Slavoljub Eduard Penkala, Ingenieur und Erfinder aus Kroatien
- 1922: Christiaan de Wet, südafrikanischer Politiker und General der Buren
- 1923: Georg Ahsbahs, deutscher Pferdezüchter
- 1923: Erich von Kielmansegg, Politiker der österreichisch-ungarischen Monarchie
- 1925: Antti Aarne, finnischer Märchenforscher
- 1926: André Gedalge, französischer Musikpädagoge und Komponist
- 1926: Gustav Eberlein, deutscher Bildhauer, Maler und Schriftsteller
- 1927: Hazrat Inayat Khan, sufischer Mystiker
- 1929: Ehrenfried Günther Freiherr von Hünefeld, deutscher Flugpionier
- 1930: Anton Aicher, österreichischer Bildhauer

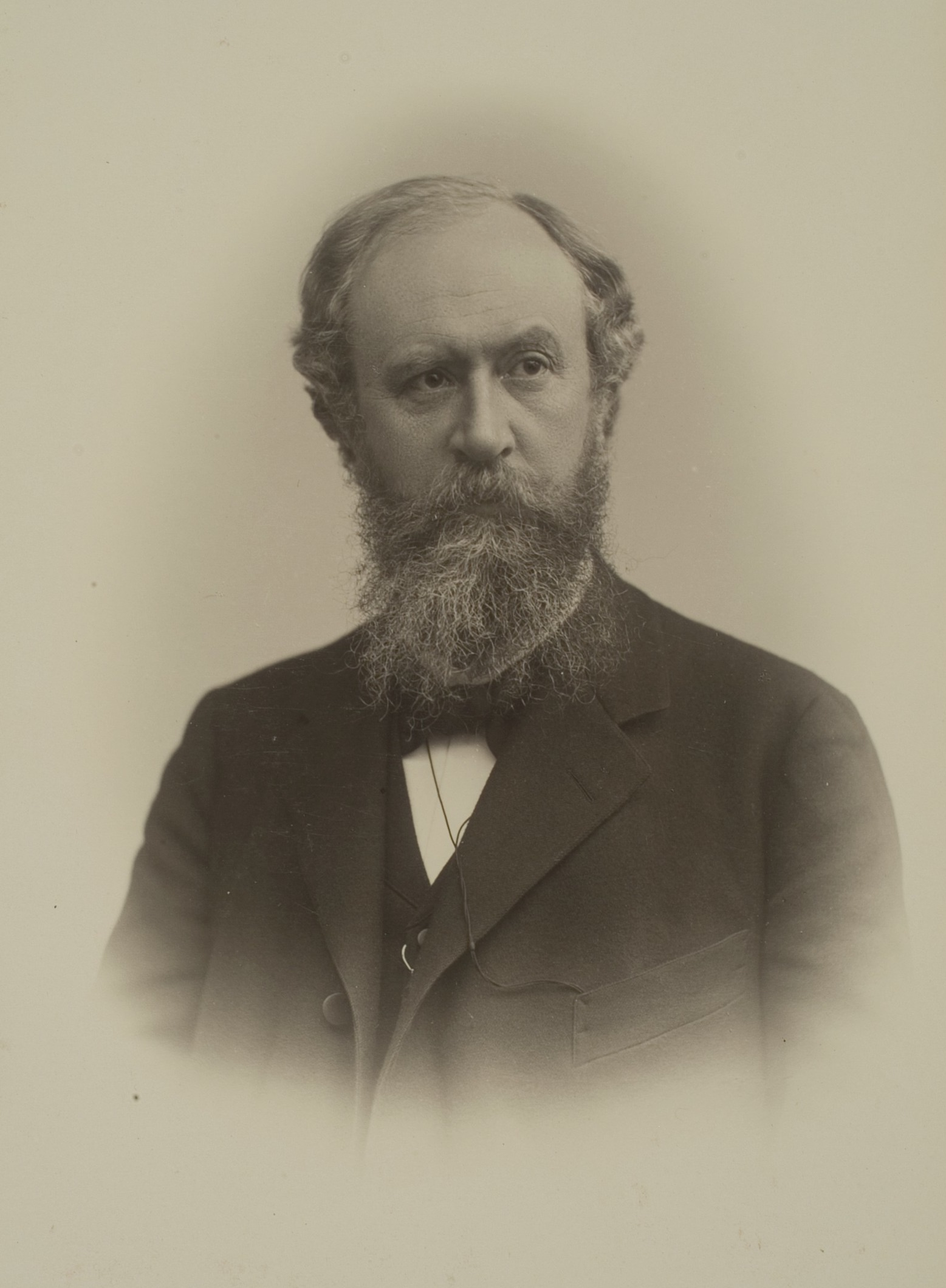
Friedrich von Duhn († 1930)

- 1930: Friedrich von Duhn, deutscher Archäologe
- 1934: William Morris Davis, US-amerikanischer Geologe, Meteorologe und Geograph
- 1934: Ernst Würtenberger, deutscher Porträt- und Genremaler, Grafiker, Kunsttheoretiker und Professor
- 1935: Max de Pourtalès, französischer Automobilrennfahrer
- 1936: Georg Fürst, deutscher Komponist, bayerischer Militärmusiker
- 1937: Lou Andreas-Salomé, deutsch-baltische Psychoanalytikerin und Schriftstellerin
- 1938: Hans Litten, deutscher Rechtsanwalt und Strafverteidiger
- 1938: Ernst Theodor Haux, deutscher Unternehmer
- 1939: Teresa Mañé Miravet, spanische Pädagogin und Verlegerin
- 1940: Charles S. Deneen, US-amerikanischer Politiker
- 1941: Andrew Barton Paterson, australischer Jurist, Schriftsteller und Journalist

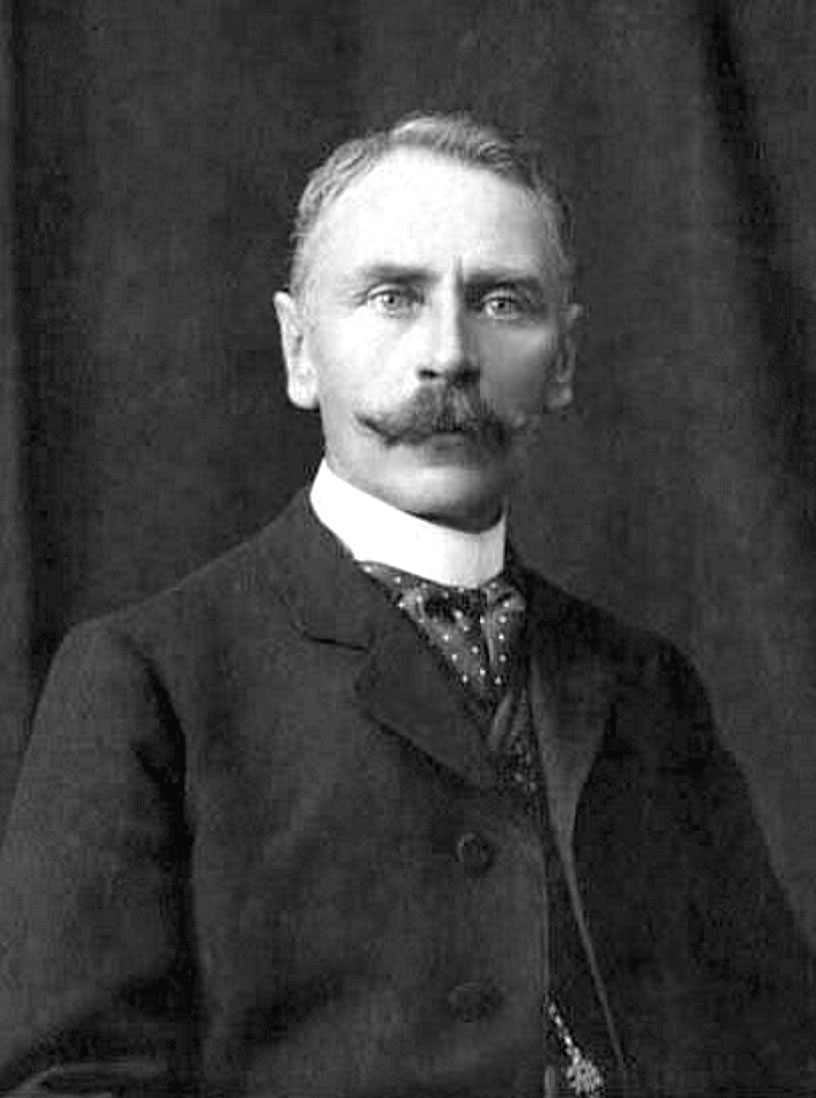
Pieter Helbert Damsté († 1943)

- 1943: Pieter Helbert Damsté, niederländischer Altphilologe
- 1943: Sim Gokkes, niederländischer Komponist
- 1943: Joseph Turmel, französischer Theologe und Historiker
- 1943: W. S. Van Dyke, US-amerikanischer Filmregisseur
- 1945: Hermann Danz, deutscher Politiker und Widerstandskämpfer gegen den Nationalsozialismus
- 1945: Ragnar Östberg, schwedischer Architekt
- 1945: Theodor Neubauer, Widerstandskämpfer, operative illegale Leitung der KPD
- 1946: Bernd von Arnim, deutscher Slawist
- 1946: George Arliss, britischer Schauspieler
- 1947: Antonius Hilfrich, Bischof von Limburg
- 1947: Hans Fallada, deutscher sozialkritischer Schriftsteller
- 1948: Johannes Blaskowitz, deutscher Generaloberst, Oberbefehlshaber, angeklagter Kriegsverbrecher
- 1949: Francis Hugh Adam Marshall, britischer Physiologe

#### 1951–2000
- 1951: Hermann Abendroth, deutscher Kabarettist, Entertainer und Komponist
- 1951: Emil Beurmann, Schweizer Schriftsteller, Dichter, Zeichner und Maler
- 1951: Charles Bollet, französischer Turner
- 1951: Alfred Halm, österreichischer Schauspieler, Theaterregisseur, Theaterleiter, Drehbuchautor und Filmregisseur
- 1951: Enrique Mejía Arredondo, dominikanischer Komponist und Dirigent
- 1952: Elisabeth von Plotho, deutsches Vorbild für Theodor Fontanes Effi Briest
- 1952: Adela Verne, englische Komponistin, Pianistin und Musikpädagogin
- 1956: Savielly Tartakower, polnisch-französischer Schachspieler und Buchautor
- 1958: Arthur Henney, deutscher Automobilrennfahrer und Unternehmer
- 1958: Gian Battista Mantegazzi, Schweizer Komponist und Dirigent
- 1958: Henry Tomlinson, britischer Schriftsteller und Journalist
- 1959: Curt Sachs, deutscher Musiktheoretiker und Lehrer
- 1960: John Peebles Conn, schottischer Violinist, Dirigent und Musikpädagoge

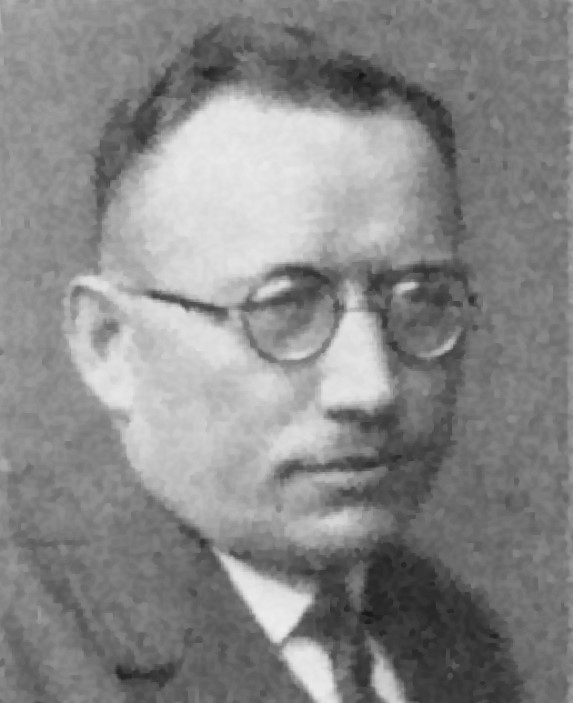
Carl Moltmann († 1960)

- 1960: Carl Moltmann, deutscher SPD-Politiker
- 1960: Rudolf Nelson, deutscher Musiker, Pianist, Komponist und Theaterdirektor
- 1961: Ludwig Meybert, deutscher Schauspieler, Theaterregisseur und Hörspielsprecher
- 1962: Gaetano Cicognani, italienischer Geistlicher, vatikanischer Diplomat, Kurienkardinal
- 1962: Jacques Ibert, französischer Komponist
- 1962: Ricard Lamote de Grignon i Ribas, katalanischer Dirigent und Komponist
- 1963: Herbert Samuel, 1. Viscount Samuel, britischer Politiker und Diplomat
- 1964: Max Sailer, deutscher Automobilrennfahrer und Ingenieur
- 1965: August Adam, deutscher Priester und Theologe
- 1966: Ludwig Binswanger, Schweizer Psychiater
- 1967: Violeta Parra, chilenische Folkloremusikerin
- 1967: Karl Roth, deutscher Medailleur, Maler und Bildhauer
- 1968: Klaus Uebe, deutscher Generalmajor
- 1969: Alfred Beloë, britischer Autorennfahrer
- 1970: Eduard Fraenkel, deutsch-britischer Altphilologe
- 1971: Mátyás Rákosi, ungarischer Politiker

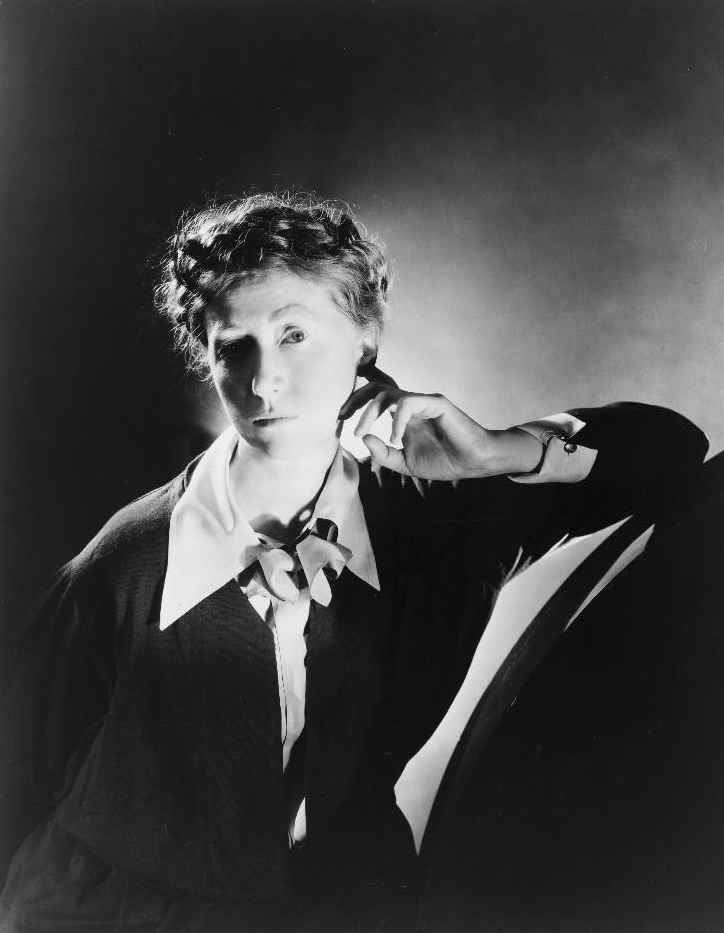
Marianne Moore († 1972)

- 1972: Marianne Moore, US-amerikanische Schriftstellerin
- 1972: Link Davis, US-amerikanischer Musiker
- 1976: Lilly Ackermann, deutsche Schauspielerin und Schauspiellehrerin
- 1976: Emanuel Punčochář, tschechischer Dirigent und Komponist
- 1977: Oskar Klein, schwedischer Physiker
- 1978: Ghulam Muhammad Ghubar, afghanischer Politiker, Dichter und Schriftsteller
- 1978: Joseph Wewel, deutscher römisch-katholischer Geistlicher
- 1980: Nachman Aronszajn, polnisch-US-amerikanischer Mathematiker
- 1982: Hans Atmer, deutscher Architekt
- 1982: Arthur Geiss, deutscher Motorradrennfahrer
- 1983: Judith Alpi, chilenische Malerin
- 1983ː Margaret Oakley Dayhoff, US-amerikanische Biochemikerin
- 1984: Manès Sperber, österreichisch-französischer Schriftsteller
- 1987: Dub Adams, US-amerikanischer Western-Swing-Musiker und Viehzüchter
- 1987: Helmut Fielhauer, österreichischer Volkskundler
- 1987: Kōichi Isoda, japanischer Literaturkritiker und -Wissenschaftler
- 1988: Ove Arup, britisch-dänisch-norwegischer Ingenieur, Tragwerksplaner und Theoretiker
- 1988: Dorothy Lewis Bernstein, US-amerikanische Mathematikerin
- 1988: Stefan Dittrich, deutscher Politiker und MdB
- 1989: Fré Focke, niederländischer Pianist und Komponist
- 1989: Chris Gueffroy, letztes Todesopfer an der Berliner Mauer, das durch den Einsatz von Schusswaffen ums Leben kam
- 1989: Ludwig Schwarzer, österreichischer Maler
- 1989: Adriano Soldini, Schweizer Pädagoge und Schriftsteller
- 1990: Edgar Herschler, US-amerikanischer Politiker
- 1990: Sümeyra, türkische Sängerin und Saz-Interpretin
- 1991: Arthur Agstner, österreichischer Botschafter
- 1991: Pedro Arrupe, spanischer Ordensgeneral
- 1991: Margarethe von Oven, deutsche Widerstandskämpferin
- 1992: Vittorio Gelmetti, italienischer Komponist
- 1992: Hubert Schoonbroodt, belgischer Organist, Oboist, Dirigent und Chorleiter
- 1992: Joseph Khoury, libanesischer Erzbischof
- 1993: Hans Jonas, deutscher Philosoph und Religionswissenschaftler
- 1993: Joseph L. Mankiewicz, US-amerikanischer Filmregisseur

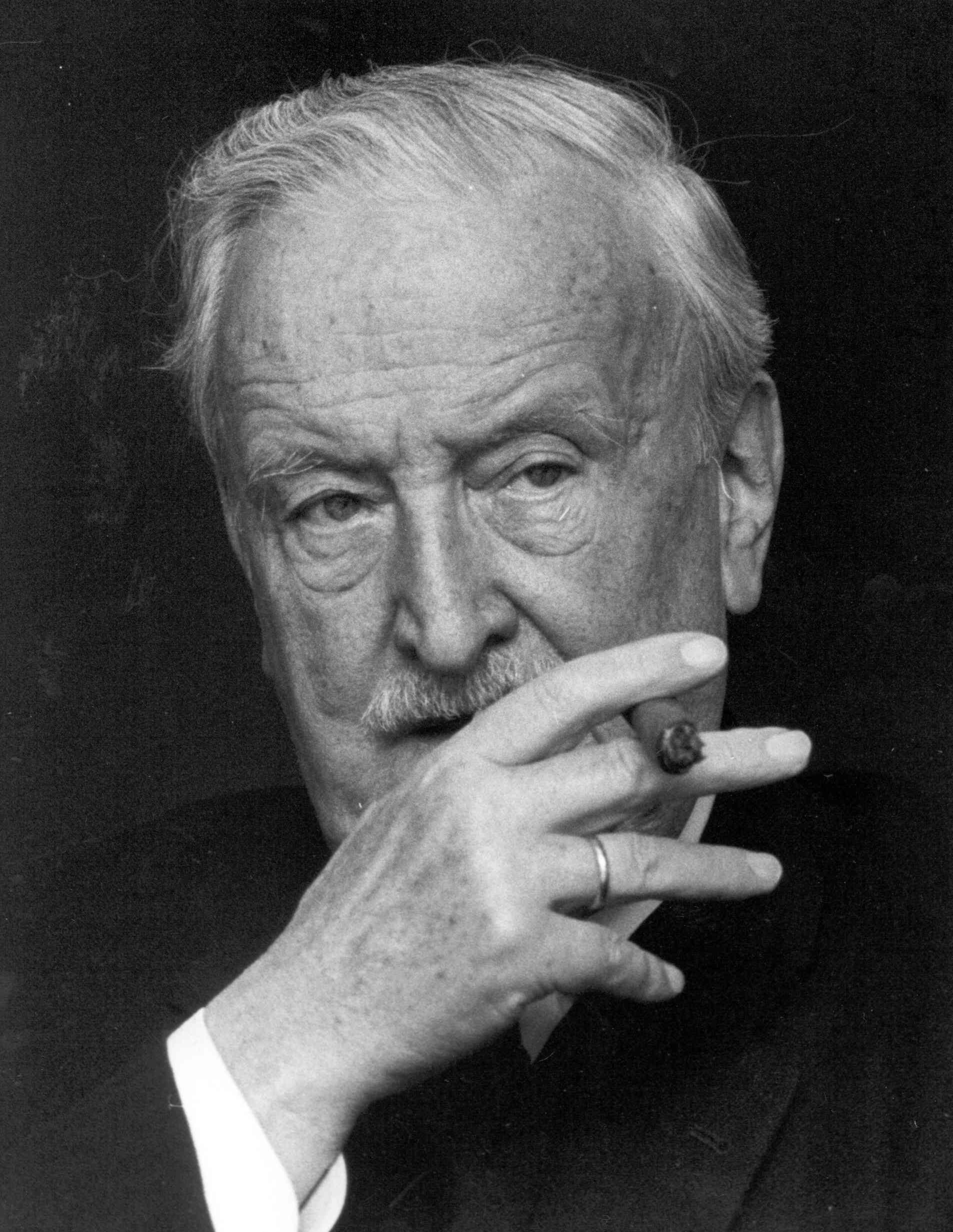
Hermann Josef Abs († 1994)

- 1994: Hermann Josef Abs, deutscher Bankier
- 1994: Erich Bloch, deutscher Jurist, Literaturwissenschaftler, Journalist, Landwirt und Schriftsteller
- 1994: Tiana Lemnitz, deutsche Opernsängerin
- 1995: Frank Costin, britischer Fahrzeugdesigner
- 1995: Doug McClure, US-amerikanischer Schauspieler
- 1996: Ludwig Ratzel, deutscher Politiker (SPD)
- 1997: Roland Adolph, deutscher Geistlicher
- 1998: Eduardo Francisco Pironio, argentinischer Geistlicher, Kurienkardinal
- 1999: Neville Bonner, australischer Politiker
- 1999: Rembert van Delden, deutscher Politiker
- 1999: Wassily Leontief, US-amerikanischer Wirtschaftswissenschaftler und Nobelpreisträger
- 2000: Claude Autant-Lara, französischer Filmregisseur und Politiker
- 2000: Geoffrey de Ste Croix, britischer Althistoriker
- 2000: George Koltanowski, belgisch-US-amerikanischer Schachspieler
- 2000: Barbara Pentland, kanadische Komponistin

### 21. Jahrhundert
- 2003: Manfred von Brauchitsch, deutscher Rennfahrer und Sportfunktionär
- 2003: Josef Steiner, Schweizer Schachspieler
- 2004: John Hench, US-amerikanischer Trickfilmanimator und Disney-Zeichner
- 2004: Heinrich Rombach, deutscher Ordinarius für Philosophie
- 2005: Sven Ingvar Agge, schwedischer Biathlet

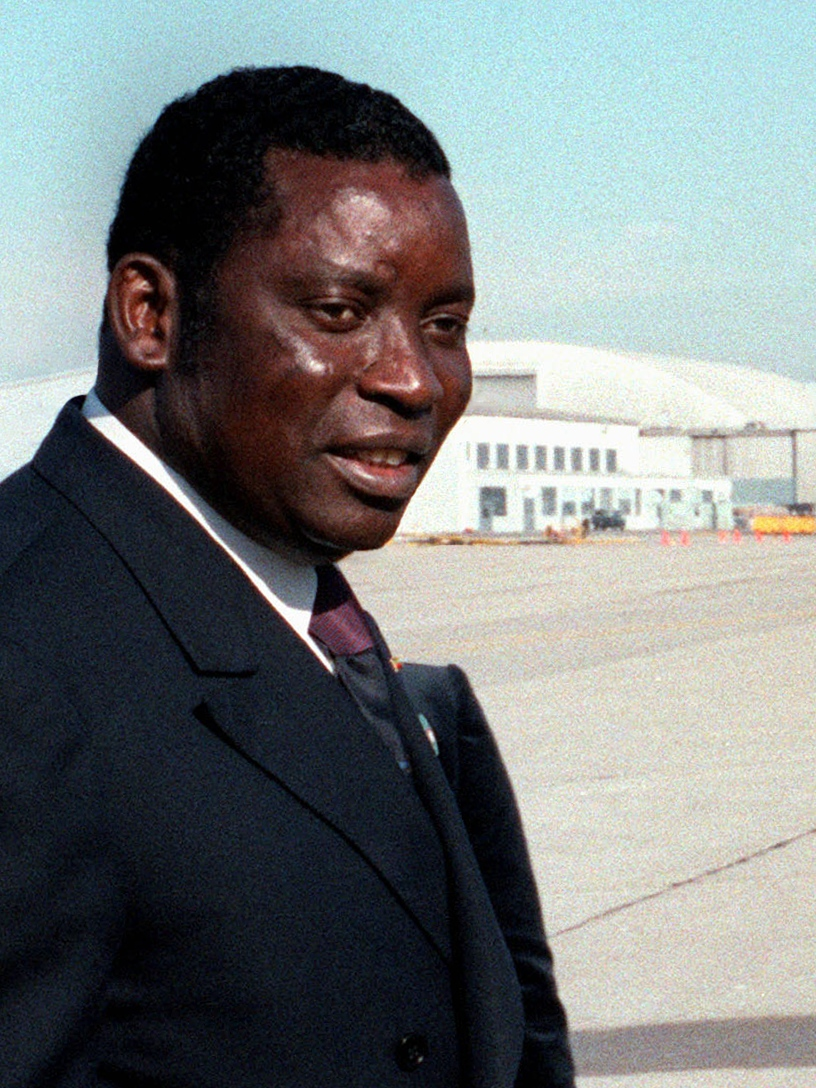
Gnassingbé Eyadéma († 2005)

- 2005: Gnassingbé Eyadéma, togoischer Staatspräsident
- 2005: Günter Reimann, deutscher Ökonom und Journalist
- 2007: Alfred Worm, österreichischer Journalist
- 2008: Marc Adrian, österreichischer Künstler und Filmemacher
- 2008: Maharishi Mahesh Yogi, indischer Autor und Philosoph, Begründer der Transzendentalen Meditation
- 2009: Franco Andreoli, Schweizer Fußballspieler und -trainer
- 2009: Anne-Marie Blanc, Schweizer Schauspielerin
- 2009: Jan Diesselhorst, deutscher Cellist der Berliner Philharmoniker
- 2009: Dana Vávrová, deutsch-tschechische Schauspielerin und Regisseurin
- 2009: Franz Villinger, deutscher Flugzeugkonstrukteur
- 2010: Bäiken Äschimow, sowjetischer Politiker
- 2010: Sujit Kumar, indischer Filmschauspieler
- 2011: Fanizani Akuda, simbabwischer Bildhauer
- 2011: Omar Amiralay, syrischer Filmemacher
- 2011: John Paul Getty III, US-amerikanischer Milliardär
- 2011: Donald Peterman, US-amerikanischer Kameramann
- 2013: Egil Hovland, norwegischer Komponist
- 2014: Robert Alan Dahl, US-amerikanischer Politikwissenschaftler
- 2015: Harald Augter, deutscher Jurist und Verbandsfunktionär
- 2015: Val Fitch, US-amerikanischer Physiker und Nobelpreisträger
- 2018: Arnold Maury, deutscher Komponist
- 2020: Stanley Cohen, US-amerikanischer Biochemiker und Nobelpreisträger
- 2020: Kirk Douglas, US-amerikanischer Schauspieler
- 2021: Josef Benz, Schweizer Bobfahrer
- 2021: Jake McCoy, US-amerikanischer Eishockeyspieler
- 2021: Christopher Plummer, kanadischer Schauspieler
- 2021: Leon Spinks, US-amerikanischer Boxer
- 2022: Oscar Chaplin, US-amerikanischer Gewichtheber
- 2022: Angélica Gorodischer, argentinische Schriftstellerin
- 2022: Anani Jawaschew, bulgarischer Schauspieler, Bruder von Christo
- 2022: Boris Melnikow, sowjetischer Fechter
- 2022: Leili Pärnpuu, estnische Schachspielerin
- 2023: Geoffrey Heskett, australischer Basketballspieler
- 2023: Inge Sargent, österreichisch-amerikanische Autorin
- 2024: Dries van Agt, niederländischer Politiker und Ministerpräsident der Niederlande
- 2024: Krista Hauser, österreichische Journalistin, Autorin und Dokumentarfilmerin

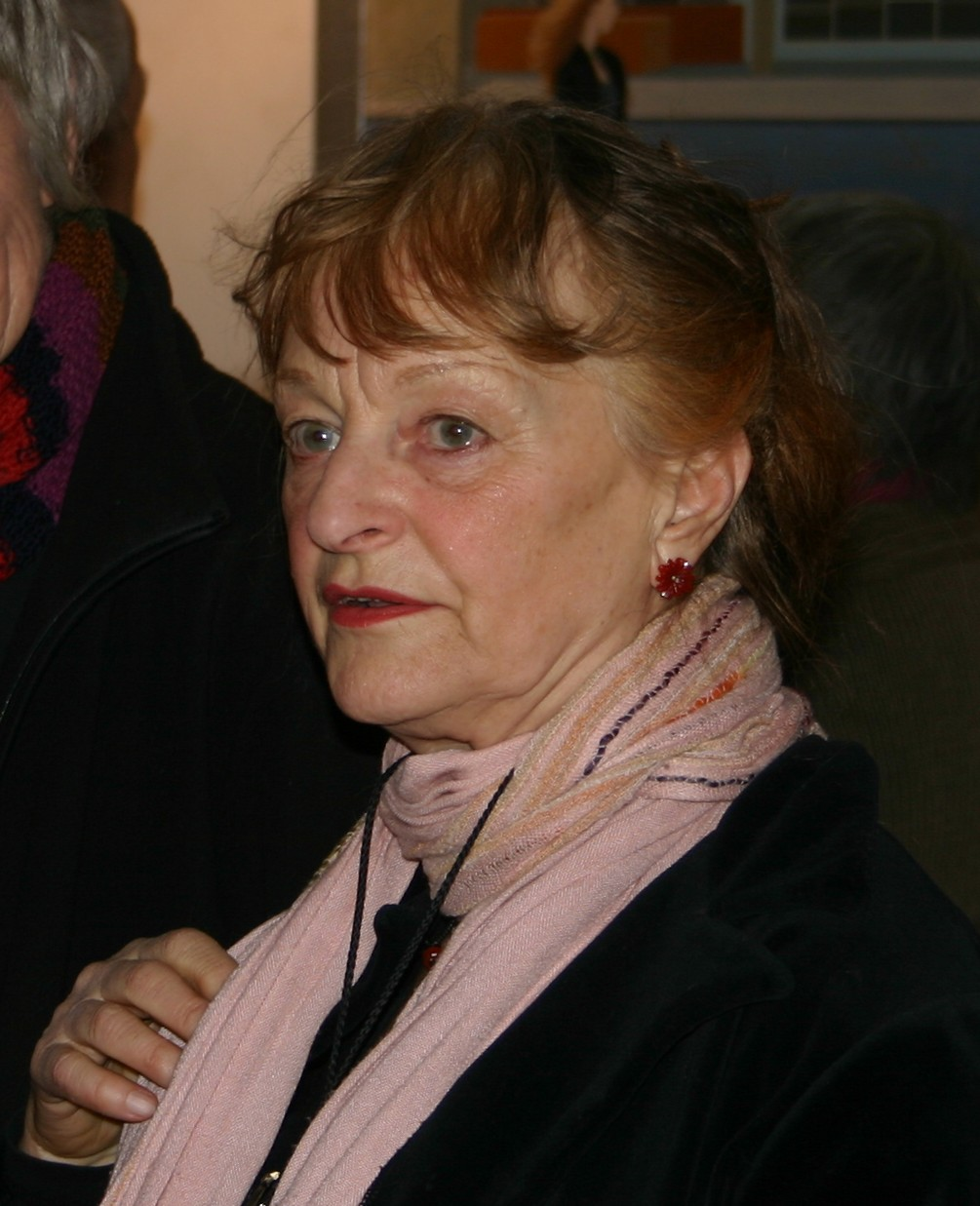
Helga Paris († 2024)

- 2024: Helga Paris, deutsche Fotografin
- 2024: Brigitte A. Rollett, österreichische Psychologin
- 2025: Elisabeth Vrba, südafrikanisch-US-amerikanische Paläontologin

## Feier- und Gedenktage
- Kirchliche Gedenktage
  - Hl. Agatha von Catania, römische Jungfrau und Märtyrerin (katholisch, orthodox)
  - Jakob, Stammvater des Volkes Israel (katholisch, evangelisch: LCMS)
  - Philipp Jacob Spener, deutscher Pfarrer (evangelisch)
  - Hl. Märtyrer von Nagasaki, japanische Blutzeugen (evangelisch: ELCA, der anglikanische und katholische Gedenktag ist am 6. Februar)
- Namenstage
  - Alina, Adelheid

Weitere Einträge enthält die Liste von Gedenk- und Aktionstagen.